# Campeonato Mundial de Fórmula 1 de 2021
O Campeonato Mundial de Fórmula 1 da FIA de 2021 foi a 72.ª temporada da Fórmula 1, que é reconhecido pela Federação Internacional de Automobilismo (FIA), o órgão regulador do automobilismo internacional, como a mais alta categoria de competição para carros de corrida monopostos. A temporada contou com 22 etapas, realizadas em diversos países ao longo do ano, iniciando no Barém em 28 de março e encerrando nos Emirados Árabes Unidos em 12 de dezembro. Foi uma temporada marcada pelo retorno da equipe Aston Martin à categoria, que havia participado pela última vez em 1960. Max Verstappen, da Red Bull Racing-Honda, conquistou seu primeiro campeonato de pilotos, tornando-se o primeiro holandês e o primeiro piloto com motor Honda a vencer o campeonato desde Ayrton Senna em 1991.
A disputa pelo título foi intensa entre Max Verstappen e Lewis Hamilton, da Mercedes, com ambos disputando a liderança do campeonato e protagonizando momentos marcantes ao longo da temporada. O campeonato foi decidido na última corrida em Abu Dhabi, onde Verstappen e Hamilton chegaram empatados em pontos. Na última volta da corrida, Verstappen ultrapassou Hamilton após uma relargada, garantindo seu título. A Mercedes protestou, mas a FIA manteve o resultado e introduziu mudanças na estrutura de controle de corridas para a temporada seguinte, como a substituição de Michael Masi no cargo de diretor de corridas.
A Mercedes conquistou o campeonato de construtores pela oitava vez consecutiva, enquanto o campeonato marcou também a aposentadoria de Kimi Räikkönen, campeão mundial em 2007. Foi a primeira temporada desde 2008 em que o piloto campeão não fazia parte da equipe vencedora do campeonato de construtores, destacando ainda mais o equilíbrio entre as principais equipes da competição.

## Equipes e pilotos

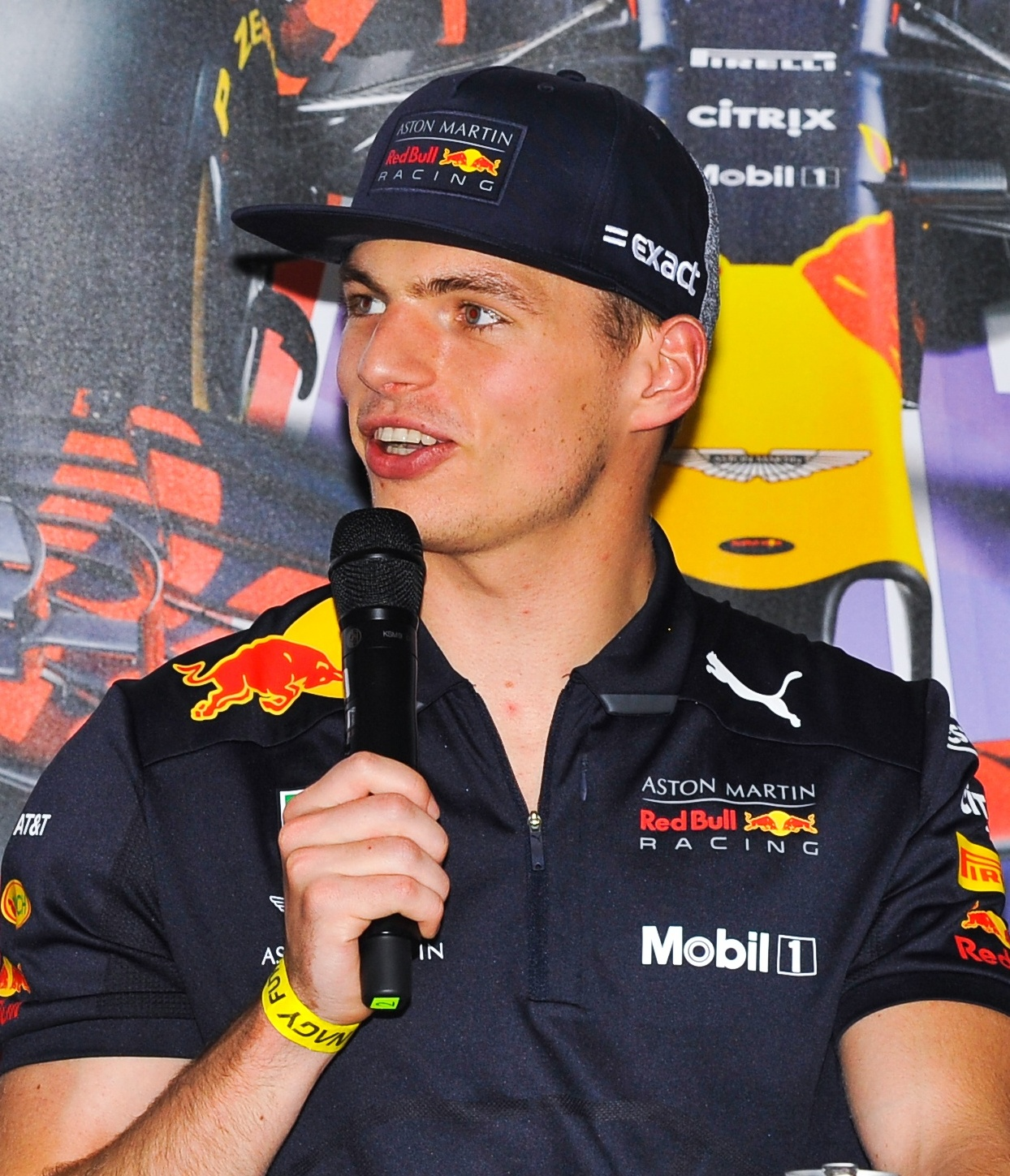
Max Verstappen, que conquistou seu primeiro título mundial da categoria.

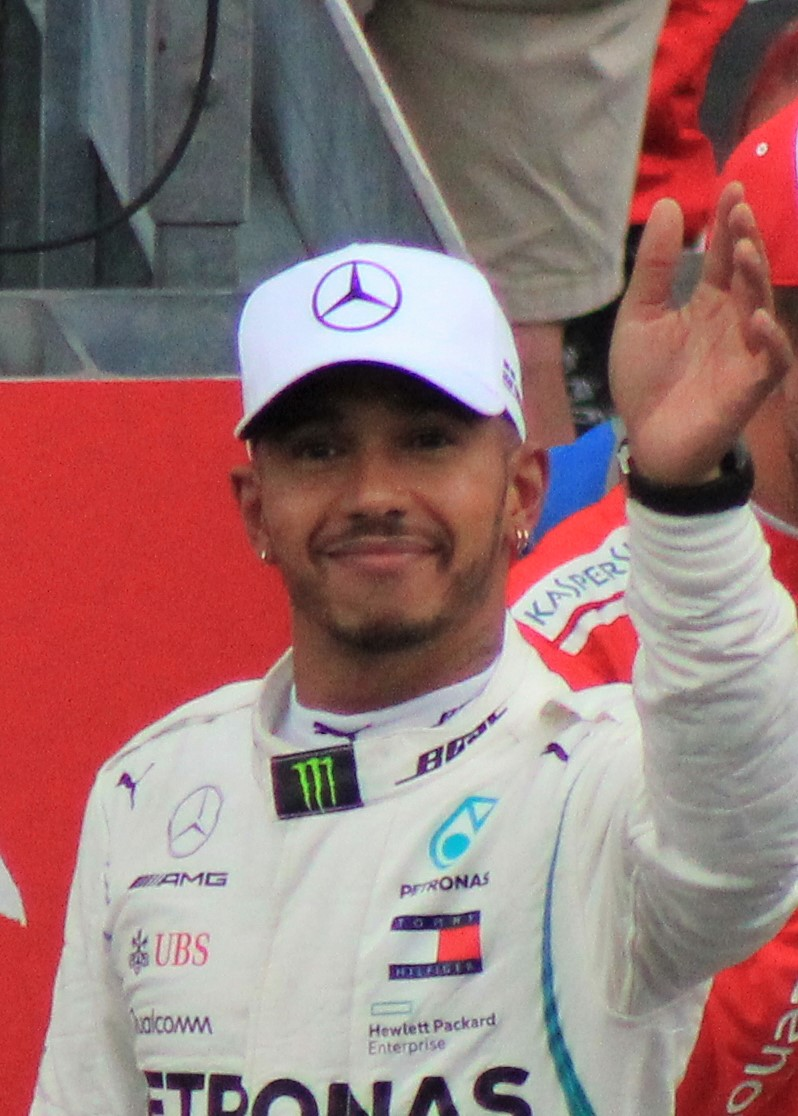
Lewis Hamilton, segundo colocado no campeonato.

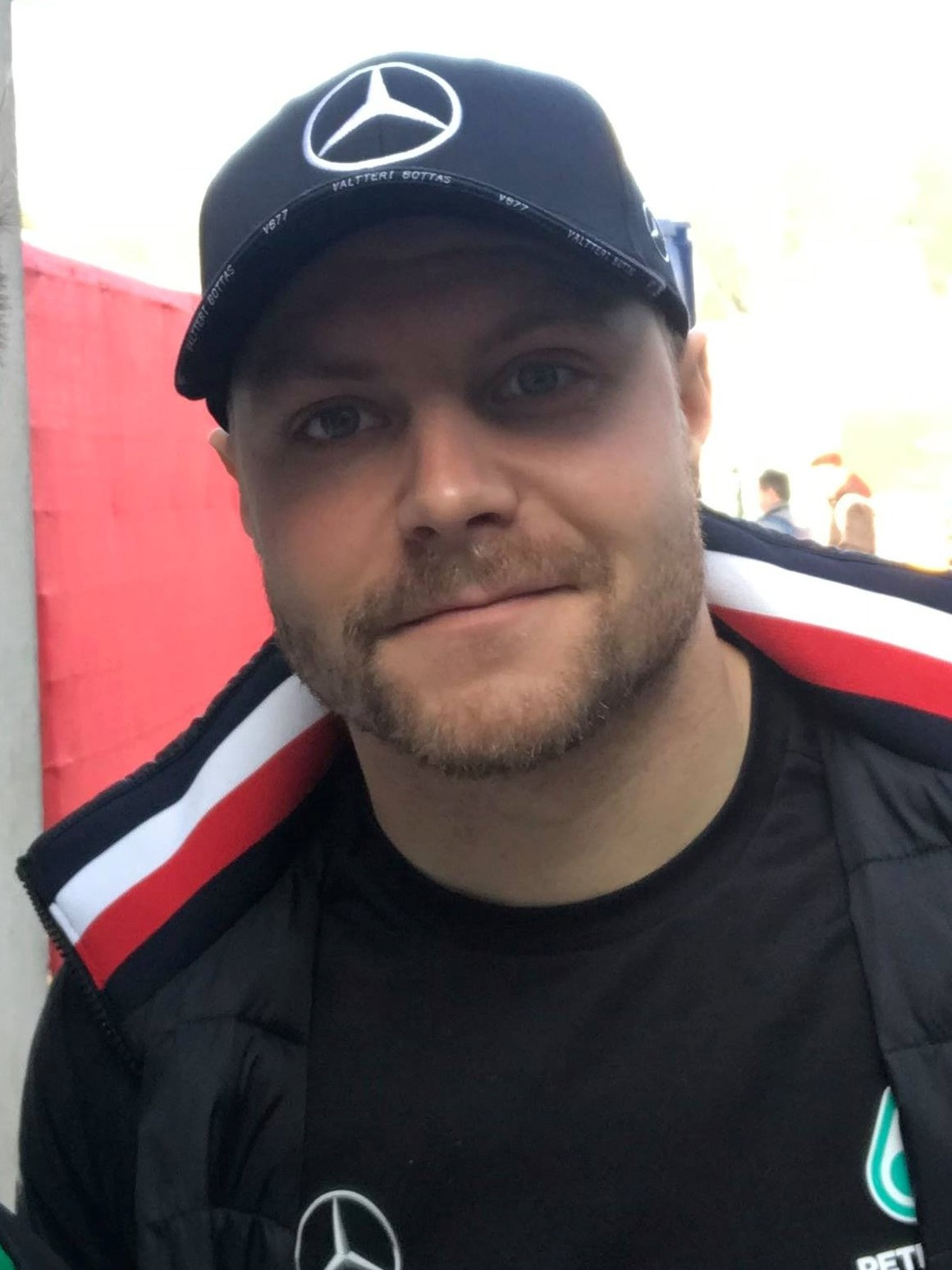
Valtteri Bottas, terceiro colocado no campeonato.

Assim como em anos anteriores, a temporada contou com a participação de dez equipes e vinte pilotos que firmaram contrato para competir em todas as etapas. Cada equipe inscreveu dois pilotos titulares e teve a possibilidade de inscrever pilotos reserva, para atividades de teste ou participação em treinos livres. Também seguindo a tradição das últimas temporadas, todos os carros utilizaram pneus fornecidos pela Pirelli. Diversas mudanças nas formações das equipes marcaram esta temporada, com estreias, retornos e trocas de pilotos entre as equipes.
| Alfa Romeo Racing Orlen         | Alfa Romeo-Ferrari    | C41    | Ferrari 065/6      | 7  | Kimi Räikkönen     | RAI | 1–12, 15–22 |
| Alfa Romeo Racing Orlen         | Alfa Romeo-Ferrari    | C41    | Ferrari 065/6      | 88 | Robert Kubica      | KUB | 13–14       |
| Alfa Romeo Racing Orlen         | Alfa Romeo-Ferrari    | C41    | Ferrari 065/6      | 99 | Antonio Giovinazzi | GIO | 1–22        |
| Scuderia AlphaTauri Honda       | AlphaTauri-Honda      | AT02   | Honda RA621H       | 10 | Pierre Gasly       | GAS | 1–22        |
| Scuderia AlphaTauri Honda       | AlphaTauri-Honda      | AT02   | Honda RA621H       | 22 | Yuki Tsunoda       | TSU | 1–22        |
| Alpine F1 Team                  | Alpine-Renault        | A521   | Renault E-Tech 20B | 14 | Fernando Alonso    | ALO | 1–22        |
| Alpine F1 Team                  | Alpine-Renault        | A521   | Renault E-Tech 20B | 31 | Esteban Ocon       | OCO | 1–22        |
| Aston Martin Cognizant F1 Team  | Aston Martin-Mercedes | AMR21  | Mercedes-AMG M12   | 5  | Sebastian Vettel   | VET | 1–22        |
| Aston Martin Cognizant F1 Team  | Aston Martin-Mercedes | AMR21  | Mercedes-AMG M12   | 18 | Lance Stroll       | STR | 1–22        |
| Scuderia Ferrari Mission Winnow | Ferrari               | SF21   | Ferrari 065/6      | 16 | Charles Leclerc    | LEC | 1–22        |
| Scuderia Ferrari Mission Winnow | Ferrari               | SF21   | Ferrari 065/6      | 55 | Carlos Sainz Jr.   | SAI | 1–22        |
| Uralkali Haas F1 Team           | Haas-Ferrari          | VF-21  | Ferrari 065/6      | 9  | Nikita Mazepin     | MAZ | 1–22        |
| Uralkali Haas F1 Team           | Haas-Ferrari          | VF-21  | Ferrari 065/6      | 47 | Mick Schumacher    | MSC | 1–22        |
| McLaren F1 Team                 | McLaren-Mercedes      | MCL35M | Mercedes-AMG M12   | 3  | Daniel Ricciardo   | RIC | 1–22        |
| McLaren F1 Team                 | McLaren-Mercedes      | MCL35M | Mercedes-AMG M12   | 4  | Lando Norris       | NOR | 1–22        |
| Mercedes-AMG Petronas F1 Team   | Mercedes              | F1 W12 | Mercedes-AMG M12   | 44 | Lewis Hamilton     | HAM | 1–22        |
| Mercedes-AMG Petronas F1 Team   | Mercedes              | F1 W12 | Mercedes-AMG M12   | 77 | Valtteri Bottas    | BOT | 1–22        |
| Red Bull Racing Honda           | Red Bull Racing-Honda | RB16B  | Honda RA621H       | 11 | Sergio Pérez       | PER | 1–22        |
| Red Bull Racing Honda           | Red Bull Racing-Honda | RB16B  | Honda RA621H       | 33 | Max Verstappen     | VER | 1–22        |
| Williams Racing                 | Williams-Mercedes     | FW43B  | Mercedes-AMG M12   | 6  | Nicholas Latifi    | LAT | 1–22        |
| Williams Racing                 | Williams-Mercedes     | FW43B  | Mercedes-AMG M12   | 63 | George Russell     | RUS | 1–22        |
| Fonte:                          |                       |        |                    |    |                    |     |             |

### Pilotos de teste e reservas
Durante a temporada, as equipes contaram com pilotos reservas prontos para substituir os titulares em caso de necessidade, bem como participar de testes dos carros durante a temporada. A Mercedes e a McLaren-Mercedes tiveram Stoffel Vandoorne e Nyck de Vries como reservas, enquanto a Red Bull Racing-Honda e a AlphaTauri-Honda contaram com Alexander Albon. Na Ferrari e na Alfa Romeo-Ferrari, Callum Ilott e Robert Kubica estavam à disposição; Nico Hülkenberg foi o piloto reserva da Aston Martin-Mercedes, Daniil Kvyat e Guanyu Zhou ficaram a cargo da Alpine-Renault, Pietro Fittipaldi assumiu o posto na Haas-Ferrari e a Williams-Mercedes teve à sua disposição Jack Aitken e Roy Nissany.
Além disso, durante a temporada, alguns pilotos reservas tiveram a oportunidade de participar de treinos livres.
| Equipe             | Nº    | Piloto                     | Etapa         |
| ------------------ | ----- | -------------------------- | ------------- |
| Alfa Romeo-Ferrari | 98 88 | Callum Ilott Robert Kubica | 3, 9 4, 8, 11 |
| Alpine-Renault     | 37    | Zhou Guanyu                | 9             |
| Williams-Mercedes  | 45 89 | Roy Nissany Jack Aitken    | 4, 7, 9 22    |

### Mudanças nas equipes
A McLaren anunciou que trocaria as unidades de potência da Renault pela Mercedes, retomando a parceria McLaren-Mercedes que perdurou entre 1995 e 2014. A Racing Point foi renomeada para Aston Martin, uma mudança impulsionada pelo investimento do coproprietário da equipe, Lawrence Stroll, na marca Aston Martin, que voltou à Fórmula 1 após sua última participação em 1960. Já a Renault mudou seu nome para Alpine, adotando a marca de carros esportivos da Renault para representar a equipe.

### Mudanças nos pilotos

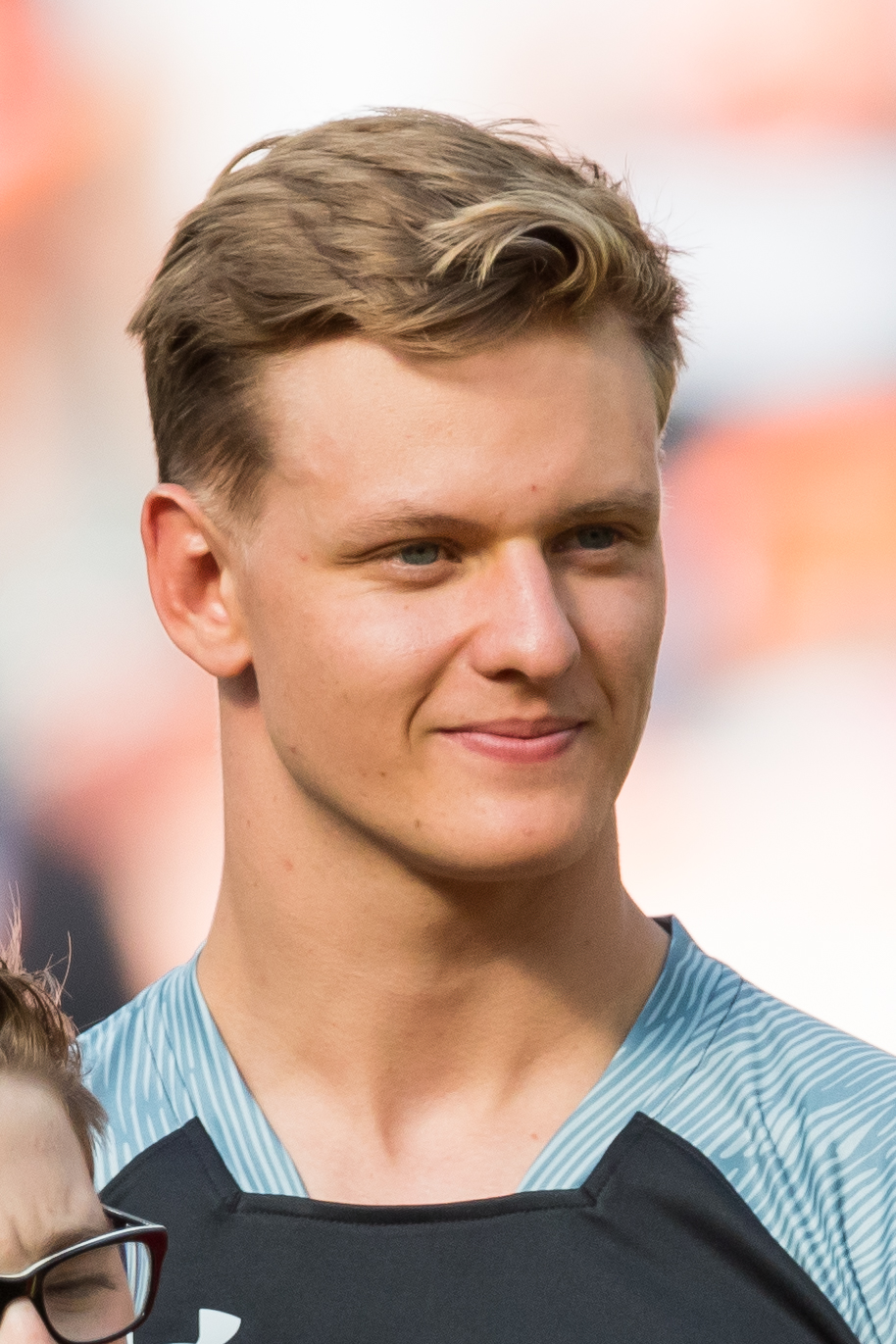
Mick Schumacher realizou sua estreia na Fórmula 1 pela equipe, nove anos após a última temporada disputada pelo seu pai, Michael Schumacher.

O tetracampeão mundial Sebastian Vettel deixou a Ferrari ao final da temporada de 2020, após seis anos correndo pela equipe italiana. Sua vaga foi ocupada por Carlos Sainz Jr., que saiu da McLaren após duas temporadas. Daniel Ricciardo, por sua vez, deixou a Renault e se juntou à McLaren, substituindo Sainz. Na Renault, que passou a se chamar Alpine, Ricciardo foi substituído pelo bicampeão mundial Fernando Alonso, que retornou à Fórmula 1 após sua última participação em 2018, pela McLaren.
Sebastian Vettel foi contratado pela Aston Martin, ocupando o lugar de Sergio Pérez. O piloto mexicano, que anteriormente havia renovado contrato para correr pela Racing Point (antecessora da Aston Martin) até 2022, foi contratado pela Red Bull Racing, substituindo Alexander Albon, que passou a ser piloto reserva e de testes da equipe nesta temporada. Pérez se tornou o primeiro piloto, desde Mark Webber em 2007, a ingressar na Red Bull Racing sem ter passado pelo programa de jovens pilotos da equipe.
Romain Grosjean e Kevin Magnussen, que corriam pela Haas desde 2016 e 2017, respectivamente, deixaram a equipe ao final de 2020. As vagas foram ocupadas por Mick Schumacher, campeão da Fórmula 2 em 2020 e filho do heptacampeão mundial Michael Schumacher, e por Nikita Mazepin, que terminou o campeonato de Fórmula 2 de 2020 na quinta colocação.
Yuki Tsunoda, que terminou o Campeonato de Fórmula 2 de 2020 na terceira posição, foi contratado pela AlphaTauri, substituindo Daniil Kvyat. Kvyat, por sua vez, foi para a Alpine como piloto reserva. Tsunoda se tornou o primeiro piloto japonês na Fórmula 1 desde Kamui Kobayashi, que competiu pela última vez em 2014.

### Mudanças durante a temporada
No fim de semana do Grande Prêmio dos Países Baixos, Kimi Räikkönen testou positivo para COVID-19. Ele foi substituído pelo piloto reserva Robert Kubica, que havia corrido pela última vez no Grande Prêmio de Abu Dhabi de 2019, pela Williams. Kubica também substituiu Räikkönen no Grande Prêmio da Itália, que ocorreu na sequência.
Durante o fim de semana do Grande Prêmio de Abu Dhabi, Nikita Mazepin também testou positivo para COVID-19. No entanto, a Haas não contava com um piloto reserva para a etapa, e Mazepin não foi substituído para a corrida final da temporada.

## Calendário

Os países em verde sediaram etapas do campeonato de 2021, enquanto os marcados em cinza escuro já sediaram um Grande Prêmio ao menos uma vez na história.

O calendário de 2021 foi composto por 22 etapas, que precisaram se adequar às regulamentações locais de combate à Pandemia de COVID-19 e às diretrizes gerais estabelecidas pela organização do campeonato. As etapas da Grã-Bretanha, Itália e São Paulo contaram com o formato de classificação sprint.
| Grande Prêmio | Grande Prêmio                     | Circuito                                       | Data           |
| ------------- | --------------------------------- | ---------------------------------------------- | -------------- |
| 1             | Grande Prêmio do Barém            | Circuito Internacional do Barém, Sakhir        | 28 de março    |
| 2             | Grande Prêmio da Emília-Romanha   | Autódromo Enzo e Dino Ferrari, Ímola           | 18 de abril    |
| 3             | Grande Prêmio de Portugal         | Autódromo Internacional do Algarve, Portimão   | 2 de maio      |
| 4             | Grande Prêmio da Espanha          | Circuito de Barcelona-Catalunha, Montmeló      | 9 de maio      |
| 5             | Grande Prêmio de Mônaco           | Circuito de Mônaco, Monte Carlo                | 23 de maio     |
| 6             | Grande Prêmio do Azerbaijão       | Circuito Urbano de Bacu, Bacu                  | 6 de junho     |
| 7             | Grande Prêmio da França           | Circuito Paul Ricard, Le Castellet             | 20 de junho    |
| 8             | Grande Prêmio da Estíria          | Red Bull Ring, Spielberg                       | 27 de junho    |
| 9             | Grande Prêmio da Áustria          | Red Bull Ring, Spielberg                       | 4 de julho     |
| 10            | Grande Prêmio da Grã-Bretanha     | Circuito de Silverstone, Silverstone           | 18 de julho    |
| 11            | Grande Prêmio da Hungria          | Hungaroring, Mogyoród                          | 1 de agosto    |
| 12            | Grande Prêmio da Bélgica          | Circuito de Spa-Francorchamps, Stavelot        | 29 de agosto   |
| 13            | Grande Prêmio dos Países Baixos   | Circuito de Zandvoort, Zandvoort               | 5 de setembro  |
| 14            | Grande Prêmio da Itália           | Autódromo Nacional de Monza, Monza             | 12 de setembro |
| 15            | Grande Prêmio da Rússia           | Autódromo de Sóchi, Sóchi                      | 26 de setembro |
| 16            | Grande Prêmio da Turquia          | Istanbul Park, Istambul                        | 10 de outubro  |
| 17            | Grande Prêmio dos Estados Unidos  | Circuito das Américas, Austin                  | 24 de outubro  |
| 18            | Grande Prêmio da Cidade do México | Autódromo Hermanos Rodríguez, Cidade do México | 7 de novembro  |
| 19            | Grande Prêmio de São Paulo        | Autódromo José Carlos Pace, São Paulo          | 14 de novembro |
| 20            | Grande Prêmio do Catar            | Circuito Internacional de Lusail, Lusail       | 21 de novembro |
| 21            | Grande Prêmio da Arábia Saudita   | Circuito da Corniche de Gidá, Gidá             | 5 de dezembro  |
| 22            | Grande Prêmio de Abu Dhabi        | Circuito de Yas Marina, Abu Dhabi              | 12 de dezembro |
| Fontes:       |                                   |                                                |                |

### Cancelamentos
O Grande Prêmio da China, que estava previsto para o dia 11 de abril, foi cancelado juntamente com a reformulação das datas do calendário. O Grande Prêmio do Canadá, que estava previsto para ocorrer em 13 de junho, foi cancelado por conta das medidas restritivas de viagens impostas pelo governo local por conta da pandemia de COVID-19, sendo substituído pelo Grande Prêmio da Turquia. Contudo, a etapa da Turquia também foi cancelada e substituída pelo Grande Prêmio da Estíria. Em 4 de junho, devido as restrições da pandemia, a FIA confirmou o cancelamento do Grande Prêmio de Singapura. Com isso, o Grande Prêmio da Turquia retornou novamente ao calendário da Fórmula 1 de 2021, desta vez, como substituto da etapa de Singapura. Em 6 de julho, o Grande Prêmio da Austrália também foi oficialmente cancelado pela Fórmula 1 em razão das restrições causadas pela pandemia. Em 18 de agosto, foi a vez do Grande Prêmio do Japão ser cancelado.
| Grande Prêmio              | Circuito                                     | Data prevista  |
| -------------------------- | -------------------------------------------- | -------------- |
| Grande Prêmio da China     | Circuito Internacional de Shanghai, Shanghai | 11 de abril    |
| Grande Prêmio do Canadá    | Circuito Gilles Villeneuve, Montreal         | 13 de junho    |
| Grande Prêmio de Singapura | Marina Bay Street Circuit, Singapura         | 3 de outubro   |
| Grande Prêmio do Japão     | Circuito de Suzuka, Suzuka                   | 10 de outubro  |
| Grande Prêmio da Austrália | Circuito de Albert Park, Melbourne           | 21 de novembro |

### Expansão e mudanças do calendário
A Liberty Media, detentora dos direitos comerciais da Fórmula 1, anunciou que havia a possibilidade de o calendário de 2021 ser expandido além das 22 corridas planejadas para 2020. Nesse sentido, os regulamentos esportivos foram alterados para permitir um máximo de 25 etapas por temporada.
O Grande Prêmio da Emília-Romanha, realizado no Autódromo Enzo e Dino Ferrari, em Ímola, que inicialmente seria um evento único em 2020, tornou-se a segunda etapa do campeonato de 2021. Da mesma forma, o Grande Prêmio de Portugal, disputado no Autódromo Internacional do Algarve, em Portimão, e originalmente previsto para um retorno isolado em 2020, foi incluído como a terceira etapa do campeonato. Outro retorno foi o Grande Prêmio da Estíria, realizado no Red Bull Ring, em Spielberg, que assim como em 2020, o circuito austríaco recebeu duas corridas consecutivas, com o Grande Prêmio da Estíria sendo a oitava etapa do campeonato de 2021. O Grande Prêmio dos Países Baixos foi reintroduzido ao calendário, com a corrida realizada no Circuito de Zandvoort. Este evento marcou a primeira edição do Grande Prêmio dos Países Baixos desde 1985. O retorno estava previsto inicialmente para 2020, mas o evento foi cancelado devido à pandemia de COVID-19. O Grande Prêmio da Turquia, realizado no Istanbul Park, que também estava previsto para um retorno pontual em 2020, foi incluído no calendário de 2021 como a décima sexta etapa.
Duas etapas realizaram a estreia nesta temporada, incluindo o Grande Prêmio do Catar, disputado no Circuito Internacional de Losail, que desde 2004 já recebia o Campeonato Mundial de Motovelocidade. Além disso, foi anunciado que o Catar assinou um contrato de dez anos para sediar a Fórmula 1 a partir de 2023 em um novo circuito a ser construído, contudo a prova permaneceu no circuito de Losail. Outra novidade foi o Grande Prêmio da Arábia Saudita, disputado em um circuito temporário nas ruas da cidade de Gidá. Posteriormente, foi revelado que, a partir de 2023, o evento seria transferido para a cidade de Qiddiya, mas isso foi adiado, e a corrida permaneceu em Gidá.
O Grande Prêmio do Vietnã, que deveria estrear no calendário em 2020 com uma corrida em Hanói, foi novamente cancelado em 2021. O motivo foi a prisão de Nguyễn Đức Chung, ex-presidente do Conselho Popular de Hanói e uma das principais figuras responsáveis pela organização do evento.
Outras mudanças também ocorreram no calendário de 2021, especialmente com o retorno de Grandes Prêmios que haviam sido excluídos do cronograma de 2020 devido à Pandemia de COVID-19. Os Grandes Prêmios do Azerbaijão e de Mônaco voltaram ao calendário. Ambos haviam sido removidos em 2020 por conta das dificuldades logísticas de se construir circuitos de rua em curto prazo. Os Grandes Prêmios do Brasil, França e Estados Unidos também retornaram ao calendário. As edições de 2020 foram canceladas devido à Pandemia, assim como o Grande Prêmio da Cidade do México, que estrearia como uma nova nomenclatura para o evento no México. O Grande Prêmio do Brasil foi rebatizado como Grande Prêmio de São Paulo, em reconhecimento ao grande envolvimento do governo local na organização do evento.
Os Grandes Prêmios do 70.º Aniversário, Eifel, Sakhir e Toscana, que foram incluídos no calendário de 2020 como medidas emergenciais para preencher lacunas causadas pela Pandemia, não foram mantidos no calendário de 2021.

## Calendário de lançamento dos carros
As equipes organizaram eventos de lançamento para apresentar seus novos carros ao público e à imprensa. Os lançamentos ocorreram entre fevereiro e março, com apresentações realizadas de forma presencial ou virtual, devido às restrições impostas pela pandemia de Covid-19.
| Equipe          | Chassis | Data            | Local               | Ref.    |
| --------------- | ------- | --------------- | ------------------- | ------- |
| McLaren         | MCL35M  | 15 de fevereiro | Woking, Reino Unido | [ 111 ] |
| AlphaTauri      | AT02    | 19 de fevereiro | Online              | [ 12 ]  |
| Alfa Romeo      | C41     | 22 de fevereiro | Varsóvia, Polônia   | [ 112 ] |
| Red Bull Racing | RB16B   | 23 de fevereiro | Online              | [ 113 ] |
| Alpine          | A521    | 2 de março      | Online              | [ 114 ] |

| Equipe       | Chassis | Data        | Local             | Ref.    |
| ------------ | ------- | ----------- | ----------------- | ------- |
| Mercedes     | F1 W12  | 2 de março  | Online            | [ 115 ] |
| Aston Martin | AMR21   | 3 de março  | Online            | [ 116 ] |
| Haas         | VF-21   | 4 de março  | Online            | [ 34 ]  |
| Williams     | FW43B   | 5 de março  | Online            | [ 52 ]  |
| Ferrari      | SF21    | 10 de março | Maranello, Itália | [ 117 ] |

## Mudanças nos regulamentos
A temporada de 2021 trouxe diversas mudanças nos regulamentos financeiros, técnicos e esportivos da Fórmula 1, com o objetivo de aprimorar a competitividade e atender às demandas impostas pela pandemia de COVID-19. Algumas das mudanças que haviam sido planejadas para iniciar em 2021 foram transferidas para 2022.

### Regulamento financeiro
Esta temporada introduziu um limite orçamentário de 145 milhões de dólares por equipe, especialmente para despesas relacionadas ao desempenho e desenvolvimento do carro, com exceções para marketing, salários dos pilotos e de três principais executivos. Algumas equipes solicitaram uma redução ainda maior do limite de orçamento para 100 milhões de dólares, citando preocupações de que o impacto financeiro a longo prazo provocado pela pandemia de COVID-19 ameaçasse o futuro de até quatro das atuais equipes.
O valor do limite de orçamento era definido para vinte e uma corridas; cada corrida adicional aumentaria o limite em 1 milhão de dólares e vice-versa, cada corrida removida do calendário programado para 21 corridas reduziria o limite de orçamento em 1 milhão de dólares. Havia restrições adicionais que determinavam como o prêmio em dinheiro poderia ser gasto. O limite aplicava-se apenas às despesas relacionadas ao desempenho do carro, que permanecerão em vigor até 2026. No caso de uma equipe violar os regulamentos financeiros, ela poderia ser penalizada de três maneiras distintas. Por uma violação processual, as equipes seriam multadas caso a caso. As equipes podiam receber uma série de punições por exceder seu orçamento anual, que incluiam dedução de pontos no campeonato, redução do tempo de teste, proibição de corrida ou, nos casos mais graves, desclassificação do campeonato.

### Regulamento técnico
Para reduzir custos, as equipes tiveram limitações em atualizações nos carros para 2021. No entanto, algumas mudanças foram obrigatórias, como ajustes no assoalho, destinados a reduzir o arrasto aerodinâmico em aproximadamente 5%. Além disso, alterações nos winglets dos dutos de freio e nas bordas do difusor resultaram em uma redução adicional de 5%, com uma compensação parcial esperada devido a desenvolvimentos em outras áreas.
A FIA também introduziu um sistema de tokens que permitiu às equipes priorizar áreas específicas para desenvolvimento, como no caso da McLaren, que recebeu permissão para modificar seu chassi a fim de acomodar os motores Mercedes.
Além disso, o sistema de direção de eixo duplo (DAS), utilizado pela Mercedes em 2020, foi banido para 2021. O sistema permitia ajustes na borda das rodas dianteiras para otimizar a aderência, oferecendo vantagens estratégicas.

### Regulamentos esportivos
Novas regras exigiram que as equipes dessem oportunidade a pilotos novatos, permitindo que competidores com até dois Grandes Prêmios disputados na carreira participassem de ao menos uma sessão de treinos livres ao longo da temporada.
Após o erro da Mercedes durante o Grande Prêmio de Sakhir de 2020, onde George Russell recebeu os pneus dianteiros destinados para Valtteri Bottas durante um pit stop, a FIA ajustou as regras de uso de pneus. Os pilotos que usassem conjuntos de compostos misturados ou usasse conjuntos alocados para outro piloto em seus carros teriam permissão para completar duas voltas antes de ir ao box para corrigir o erro antes de sofrer uma punição. De acordo com as regras anteriores, os pilotos poderiam ser desclassificados assim que esse erro ocorresse.
O tempo limite de corrida para corridas com bandeira vermelha também foi reduzido de 4 para 3 horas.
Existiam ainda restrições quando um carro passasse dos limites da pista no trecho, as equipes eram avisadas pelo sistema oficial de mensagens da cronometragem. Nos treinos, os tempos de volta eram automaticamente anulados. Na corrida, os pilotos podiam ultrapassar os limites de pista apenas duas vezes (na soma dos três trechos). Na terceira, ele recebia a bandeira preta e branca de advertência. A partir da quarta, o caso era avaliado pelos comissários e uma punição poderia ser aplicada. Em todos os casos descritos no parágrafo anterior, o piloto só podia retornar à pista com segurança e sem ganhar uma vantagem duradoura. Importante: em uma disputa de posição em que o piloto fosse forçado para fora da pista, os comissários julgavam cada situação individualmente, como já ocorria normalmente. E a investigação era informada pelo sistema oficial de mensagens da cronometragem.

### Estrutura do fim de semana de corrida
Para a temporada de 2021, a programação do final de semana de corrida foi alterada. De acordo com os regulamentos anteriores, um final de semana de corrida se estendia por quatro dias, com a quinta-feira sendo reservada para a mídia, eventos promocionais e fiscalização. No entanto, de acordo com os novos regulamentos, todos os eventos da quinta-feira foram movidos para a manhã da sexta-feira, com o tempo entre as atividades de sexta-feira sendo reduzido. Os carros ficavam em condições de parque fechado após o final do terceiro treino livre, ao invés da qualificação, restringindo ainda mais as equipes e os pilotos que poderiam realizar grandes mudanças nas configurações antes da corrida. A duração das duas sessões de treinos livres de sexta-feira foi reduzida de 90 minutos (como vinha sendo desde a temporada de 2007) para 60 minutos.
A W Series, categoria de monopostos para mulheres, fazia suporte aos Grandes Prêmios ao lado da Fórmula 2, Fórmula 3 e a Porsche Supercup. O campeonato de 2021 da W Series começou no Circuito Paul Ricard, onde foi um evento de apoio para o Grande Prêmio da França no final de junho, e terminou no Autódromo Hermanos Rodríguez no final de outubro, apoiando o Grande Prêmio da Cidade do México. A Fórmula 2 e a Fórmula 3 apoiaram a Fórmula 1 em finais de semana alternados (exceto Sóchi), ao invés dos mesmos, como medida de economia de custos.

#### Qualificação desprint
As equipes discutiram e votaram a adoção de corridas de curtas (sprint) no sábado em alguns Grandes Prêmios. A proposta afirmava que a qualificação para essas corridas sprint seria realizada na tarde de sexta-feira, no lugar da segunda sessão de treinos livres, e que as corridas seriam de aproximadamente um terço da distância completa do Grande Prêmio, com os pilotos nos oito primeiros lugares recebendo a metade dos pontos normais. Se o teste fosse aprovado e bem-sucedido, era proposto que as corridas sprint fossem introduzidas em um número maior de eventos para a temporada de 2022.
Em 26 de abril, foi anunciado que seria inserido nos Grandes Prêmios da Grã-Bretanha, da Itália e em mais um a ser anunciado, uma qualificação no formato de corrida curta (sprint), fazendo com que os finais de semana fossem formatados com a sexta-feira abrigando o primeiro treino livre nos mesmos formatos utilizados nas outras etapas, enquanto no horário do segundo treino livre era realizada a qualificação no formato de três sessões (Q1, Q2 e Q3), definindo o grid de largada para a qualificação sprint no dia seguinte. No sábado, era realizado um treino livre no mesmo horário das etapas anteriores, e no horário da qualificação era realizada a qualificaçãonsprint, uma corrida que percorria uma distância de 100 quilômetros (17 voltas em Silverstone e 18 voltas em Monza) e seu resultado definia o grid de largada para a corrida principal, a ser realizada na mesma programação de domingo.
Nesta qualificação de sprint, não havia cerimônia de pódio, contudo eram destinados três pontos ao vencedor, dois ao segundo colocado e um ponto ao terceiro colocado. Após a qualificação da sexta-feira, as equipes podiam realizar algumas modificações nos carros, porém eles estavam oficialmente em parque fechado apenas após a qualificação de sprint no sábado.

## Pré-temporada
A pré-temporada foi realizada no Circuito Internacional do Barém, em Sakhir, entre os dias 12 e 14 de março. Essa foi a primeira vez que os testes de inverno ocorreram fora do Circuito de Barcelona-Catalunha, em Montmeló. A mudança foi implementada para otimizar a logística da pré-temporada com a abertura do campeonato, marcada para o mesmo local. A organização do campeonato recusou uma oferta do governo do Barém para vacinar contra a COVID-19 todos os participantes dos testes e do primeiro Grande Prêmio da temporada, contudo alguns pilotos e equipes optaram por aceitar a oferta.
Um dos principais destaques da pré-temporada foi Max Verstappen, da Red Bull Racing-Honda, que registrou os melhores tempos no primeiro e no terceiro dias. Na abertura, o piloto completou 139 voltas, obtendo o melhor tempo de 1:30.674, utilizando pneus médios C3. Já no segundo dia, Valtteri Bottas, da Mercedes, registrou a melhor marca de 1:30.289 utilizando pneus macios C5, embora a equipe tenha enfrentado dificuldades técnicas e completado apenas 58 voltas. No último dia, Verstappen voltou a ser o mais rápido, com 1:28.960 usando pneus macios C3, tendo completado um total de 64 voltas.
A Red Bull Racing-Honda foi considerada a equipe mais consistente da pré-temporada, enquanto a Mercedes teve desempenho abaixo do esperado, enfrentando problemas de estabilidade e confiabilidade. A AlphaTauri-Honda e a McLaren-Mercedes também tiveram bons desempenhos, mostrando boa adaptação às novas regras aerodinâmicas, e por outro lado, equipes como Haas-Ferrari e Ferrari tiveram um desempenho modesto, enfrentando dificuldades para atingir tempos competitivos.
(Em negrito, a volta mais rápida de cada dia)
| N.º | Circuito                               | Resultados  | Resultados      | Resultados            | Resultados   | Resultados | Resultados    | Resultados |
| --- | -------------------------------------- | ----------- | --------------- | --------------------- | ------------ | ---------- | ------------- | ---------- |
| 1   | Circuito Internacional do Barém, Barém | Dia         | Piloto          | Equipe                | Melhor tempo | Voltas     | Pneu          | Ref.       |
| 1   | Circuito Internacional do Barém, Barém | 12 de março | Max Verstappen  | Red Bull Racing-Honda | 1:30.674     | 139        | Médio C3 Novo | [ 156 ]    |
| 1   | Circuito Internacional do Barém, Barém | 13 de março | Valtteri Bottas | Mercedes              | 1:30.289     | 58         | Macio C5 Novo | [ 157 ]    |
| 1   | Circuito Internacional do Barém, Barém | 14 de março | Max Verstappen  | Red Bull Racing-Honda | 1:28.960     | 64         | Macio C3 Novo | [ 158 ]    |

## Pneus
Desde 2011, a Pirelli tem sido a fornecedora oficial de pneus dos campeonatos de Fórmula 1. Como mudança nesta temporada, a Pirelli, a pedido da FIA, decidiu simplificar os nomes que indicam os pneus de pista seca, sendo eles "Macio" (cor vermelha), "Médio" (cor amarela) e "Duro" (cor branca). O tipo de composto utilizado era separado em nomenclaturas (do C1, o mais duro e com maior resistência, ao C5, o mais macio e com menor resistência), sendo separado para cada Grande Prêmio três dos cinco compostos disponíveis pela Pirelli.
| Nome do composto | Cor      | Cor | Cor | Banda de rolamento  | Condições de condução | Aderência   | Longevidade |
| ---------------- | -------- | --- | --- | ------------------- | --------------------- | ----------- | ----------- |
| Macio            | Vermelho |     |     | Slick (P Zero™)     | Seco                  | Muito alta  | Muito baixa |
| Macio            | Vermelho |     |     | Slick (P Zero™)     | Seco                  | Muito alta  | Muito baixa |
| Macio            | Vermelho |     |     | Slick (P Zero™)     | Seco                  | Muito alta  | Muito baixa |
| Médio            | Amarelo  |     |     | Slick (P Zero™)     | Seco                  | Média       | Média       |
| Médio            | Amarelo  |     |     | Slick (P Zero™)     | Seco                  | Média       | Média       |
| Médio            | Amarelo  |     |     | Slick (P Zero™)     | Seco                  | Média       | Média       |
| Duro             | Branco   |     |     | Slick (P Zero™)     | Seco                  | Muito baixa | Muito alta  |
| Duro             | Branco   |     |     | Slick (P Zero™)     | Seco                  | Muito baixa | Muito alta  |
| Duro             | Branco   |     |     | Slick (P Zero™)     | Seco                  | Muito baixa | Muito alta  |
| Intermediário    | Verde    |     |     | Sulcos (Cinturato™) | Molhado               | —           | —           |
| Chuva            | Azul     |     |     | Sulcos (Cinturato™) | Molhado               | —           | —           |

A Pirelli anunciou em 19 de fevereiro de 2021 a escolha dos compostos de pneus para cada Grande Prêmio.
| Compostos     | BAR | EMI | POR | ESP | MON | AZE | FRA | EST | AUT | GBR | HUN | BEL | PBS | ITA | RUS | TUR | EUA | CMX | SAO | CAT | ARA | ABU |
| ------------- | --- | --- | --- | --- | --- | --- | --- | --- | --- | --- | --- | --- | --- | --- | --- | --- | --- | --- | --- | --- | --- | --- |
| Duro          |     |     |     |     |     |     |     |     |     |     |     |     |     |     |     |     |     |     |     |     |     |     |
| Médio         |     |     |     |     |     |     |     |     |     |     |     |     |     |     |     |     |     |     |     |     |     |     |
| Macio         |     |     |     |     |     |     |     |     |     |     |     |     |     |     |     |     |     |     |     |     |     |     |
| Intermediário |     |     |     |     |     |     |     |     |     |     |     |     |     |     |     |     |     |     |     |     |     |     |
| Chuva         |     |     |     |     |     |     |     |     |     |     |     |     |     |     |     |     |     |     |     |     |     |     |

## Resumo

### Início da temporada e domínio de Hamilton
A temporada de 2021 começou com o Grande Prêmio do Barém, onde Max Verstappen (Red Bull Racing-Honda) garantiu a pole position. No entanto, a corrida teve momentos de tensão logo na volta de formação, quando Sergio Pérez (Red Bull-Honda) enfrentou problemas no motor e foi obrigado a largar do pit lane. Já na primeira volta, Nikita Mazepin (Haas-Ferrari) rodou na curva 3 e colidiu contra as barreiras, o que acionou o safety car. Pierre Gasly (AlphaTauri-Honda) também enfrentou problemas ao colidir com Daniel Ricciardo (McLaren-Mercedes), danificando sua asa dianteira, enquanto Mick Schumacher (Haas-Ferrari) perdeu o controle e rodou na pista. A disputa pela liderança foi intensa, com Lewis Hamilton (Mercedes) superando Verstappen na volta 40, mas o holandês recuperou a posição na volta 53, ultrapassando fora dos limites da pista, o que o obrigou a devolver a posição. Hamilton venceu a corrida, seguido por Verstappen e Valtteri Bottas (Mercedes), com Pérez escalando o grid para terminar em quinto lugar.
Na segunda etapa, o Grande Prêmio da Emília-Romanha, Lewis Hamilton (Mercedes) conquistou a pole, mas Max Verstappen (Red Bull-Honda) assumiu a liderança já na primeira curva da corrida, que começou sob chuva. Logo no início, Nicholas Latifi (Williams-Mercedes) e Nikita Mazepin (Haas-Ferrari) se envolveram em um acidente, acionando o safety car. Schumacher sofreu um incidente enquanto tentava aquecer os pneus sob o regime de safety car, perdendo sua asa dianteira. A corrida teve diversos momentos dramáticos, especialmente pela chuva, como o erro de Hamilton na volta 31, ao sair da pista para a brita e danificar seu carro, e o grave acidente entre Valtteri Bottas (Mercedes) e George Russell (Williams-Mercedes) a cerca de 322 km/h, que causou uma bandeira vermelha. Após a relargada, Verstappen manteve a liderança, seguido por Hamilton, que finalizou em segundo, e Lando Norris da McLaren-Mercedes, que completou o pódio.
Iniciando a sequência de corridas na Europa, o Grande Prêmio de Portugal teve Bottas conquistando a pole position e liderando o início da corrida. Logo na segunda volta, Kimi Räikkönen da Alfa Romeo-Ferrari tocou na traseira do carro de Antonio Giovinazzi, companheiro de equipe, forçando seu abandono da corrida. Enquanto isso, a disputa entre os três principais pilotos, Bottas, Hamilton e Verstappen, manteve a corrida intensa. Hamilton ultrapassou Bottas para assumir a liderança, enquanto Verstappen, por sua vez, tentou várias vezes pressionar Bottas, conseguindo finalmente a ultrapassagem para ficar com a segunda posição. Na disputa pela volta mais rápida, Verstappen teve a sua deletada por exceder os limites da pista, dando a Bottas o ponto extra. Pérez mostrou boa recuperação, mantendo um ritmo forte para terminar em quarto, seguido de Norris, que novamente destacou a consistência da McLaren.
O Grande Prêmio da Espanha foi palco de mais um marco histórico para Lewis Hamilton, que alcançou sua centésima pole position na Fórmula 1, um feito inédito na categoria. No entanto, a corrida teve dificuldades para o britânico, já que Verstappen tomou a liderança na primeira curva. Yuki Tsunoda da AlphaTauri-Honda enfrentou um problema técnico que forçou o seu abandono na volta 10, o primeiro da carreira do piloto japonês na Fórmula 1. A disputa estratégica entre Mercedes e Red Bull ficou evidente, com a equipe alemã optando por um segundo pit stop para Hamilton, garantindo pneus novos para o final da corrida, o que permitiu que Hamilton retomasse a liderança na volta 60, ultrapassando Verstappen com facilidade e vencendo a corrida. A Ferrari também teve um desempenho sólido, com Charles Leclerc terminando em quarto, enquanto Pérez conseguiu superar as dificuldades iniciais para finalizar em quinto. O ritmo de corrida da Mercedes e a execução de sua estratégia reforçaram o domínio de Hamilton na temporada até aquele momento.

### Corridas na Europa e ascenção da Red Bull
No tradicional Grande Prêmio de Mônaco, o piloto monegasco Charles Leclerc conquistou a pole position para a Ferrari, mas um acidente no final da classificação danificou seu carro. Apesar dos esforços da equipe, uma falha no semieixo traseiro esquerdo impediu sua participação na corrida. Max Verstappen (Red Bull Racing-Honda) herdou a primeira posição na largada e liderou de ponta a ponta, conquistando sua primeira vitória no circuito monegasco e assumindo a liderança do campeonato. Na volta 30, Valtteri Bottas (Mercedes), que estava na segunda posição, teve problemas na troca de pneus durante sua parada nos boxes, e teve que abandonar a corrida. Carlos Sainz Jr. (Ferrari) garantiu o segundo lugar, marcando seu primeiro pódio pela Ferrari, enquanto Lando Norris (McLaren-Mercedes) completou o pódio em terceiro. Lewis Hamilton (Mercedes) teve problemas com a estratégia na corrida, finalizando apenas na sétima posição.
No Grande Prêmio do Azerbaijão, Charles Leclerc (Ferrari) novamente conquistou a pole position, mas após um erro na largada foi rapidamente ultrapassado por Lewis Hamilton (Mercedes) e Max Verstappen (Red Bull-Honda). A corrida foi marcada por dois acidentes causados por falhas nos pneus traseiros: Lance Stroll (Aston Martin-Mercedes) e, posteriormente, Verstappen, que liderava com grande vantagem, sofreram estouros de pneus que os tiraram da prova, fazendo com que a corrida fosse interrompida com bandeira vermelha. Na relargada, Hamilton tentou ultrapassar Sergio Pérez (Red Bull-Honda), mas um erro ao ativar um ajuste incorreto no volante fez com que ele passasse reto na primeira curva, caindo para o 15º lugar. Sergio Pérez venceu a corrida, seguido por Sebastian Vettel, que conquistou o primeiro pódio da história da Aston Martin, e Pierre Gasly (AlphaTauri-Honda) em terceiro.

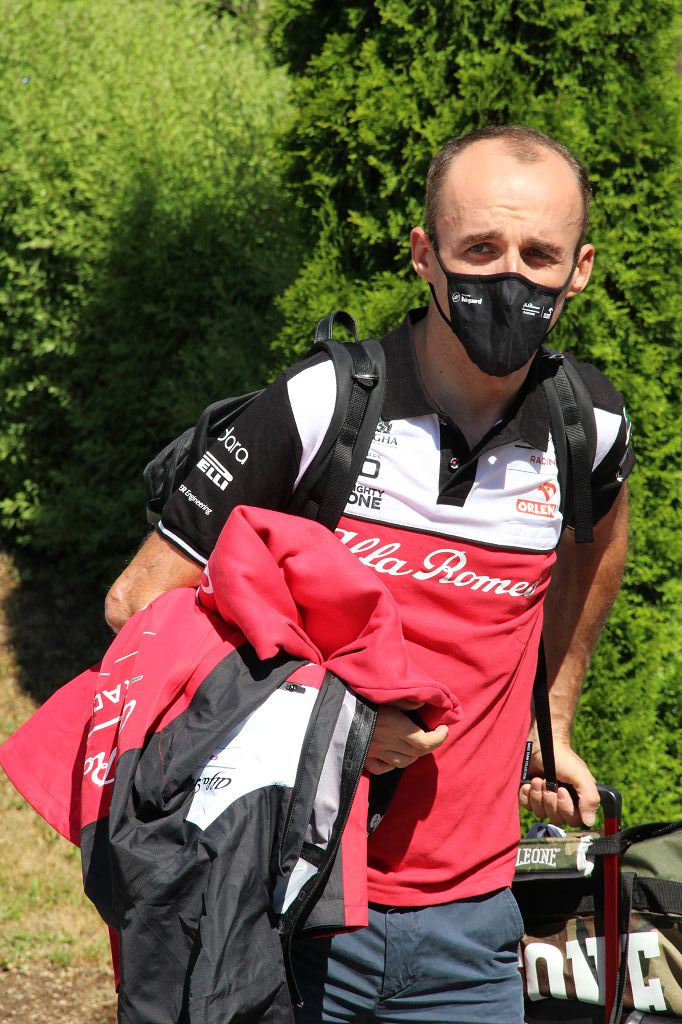
Robert Kubica participou da primeira sessão de treinos livres pels no Grande Prêmio da Estíria.

No Grande Prêmio da França, Max Verstappen (Red Bull-Honda) conquistou sua segunda pole position da temporada, mas perdeu a liderança para Lewis Hamilton (Mercedes) na primeira curva. A Red Bull optou por uma estratégia de duas paradas, permitindo que Verstappen recuperasse a liderança nas voltas finais, ultrapassando Valtteri Bottas (Mercedes) e Hamilton para vencer a corrida. Sérgio Pérez (Red Bull-Honda) também se beneficiou da estratégia, ultrapassando Bottas e garantindo o terceiro lugar. Foi a primeira corrida da temporada sem qualquer piloto abandonando e com o vencedor conquistando a pole e a volta mais rápida, e Verstappen ampliou sua vantagem no campeonato para 12 pontos sobre Hamilton, enquanto a Red Bull-Honda ampliou sua vantagem sobre a Mercedes para 37 pontos.
O Red Bull Ring sediou duas corridas consecutivas: o Grande Prêmio da Estíria e o Grande Prêmio da Áustria. No GP da Estíria, Max Verstappen (Red Bull-Honda) dominou a corrida de ponta a ponta, conquistando sua quarta vitória na temporada e ampliando sua liderança no campeonato para 18 pontos sobre Lewis Hamilton (Mercedes). Verstappen chegou a abrir uma vantagem de 16,5 segundos sobre Hamilton, que terminou em segundo lugar. Valtteri Bottas (Mercedes) completou o pódio em terceiro, após largar em quinto. Hamilton garantiu o ponto extra pela volta mais rápida, mas não conseguiu ameaçar a liderança de Verstappen durante a prova.

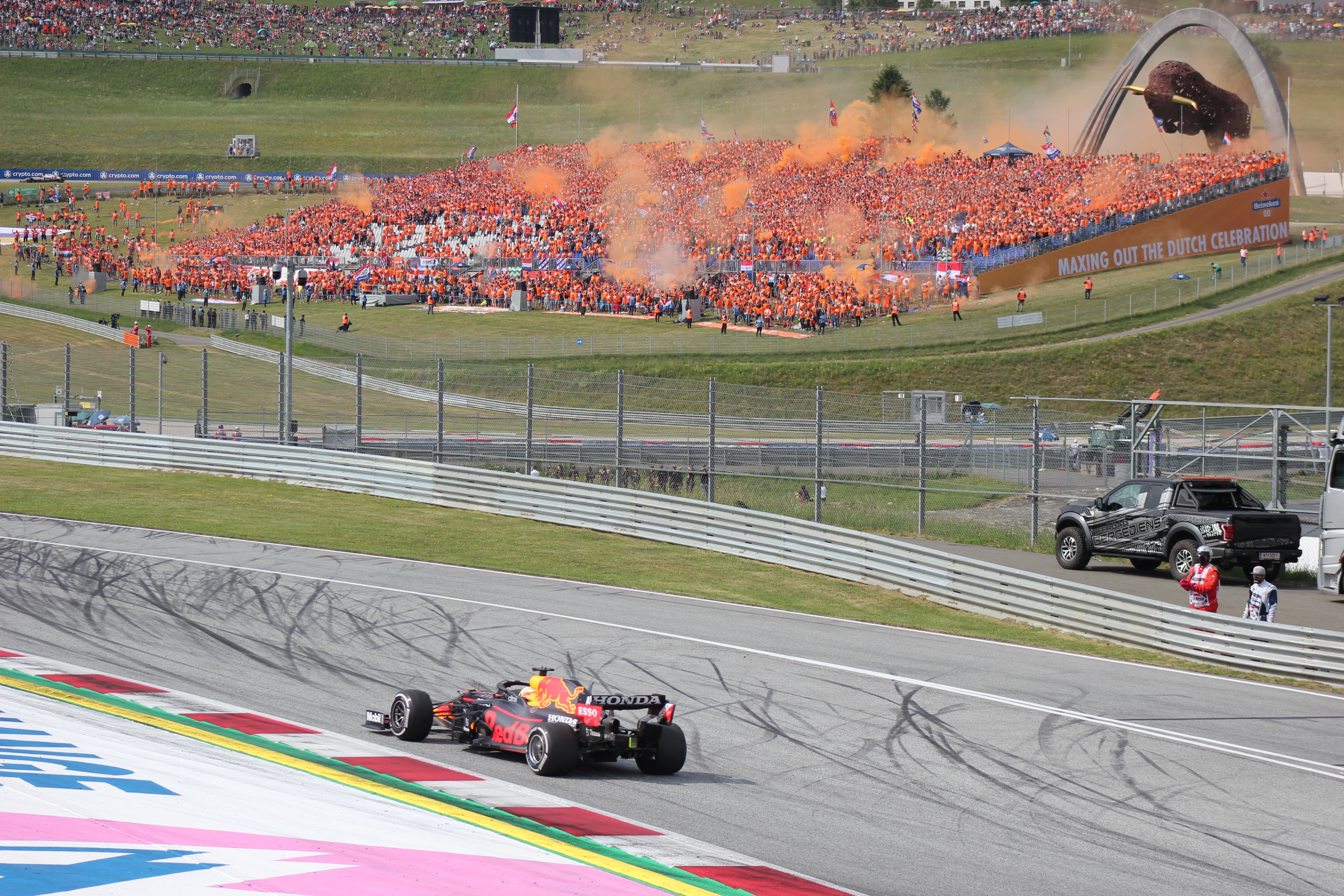
Torcida holandesa comemora a vitória de Max Verstappen no Grande Prêmio da Áustria.

Na sequência, no GP da Áustria, Max Verstappen (Red Bull-Honda) repetiu o domínio, conquistando a pole e liderando todas as voltas da corrida, conquistando o único Grand Chelem da temporada. Lando Norris (McLaren-Mercedes) recebeu uma penalidade de cinco segundos após forçar a saída de pista de Sérgio Pérez (Red Bull-Honda), que mais tarde também recebeu duas penalidades pelas mesmas manobras contra Charles Leclerc (Ferrari). Valtteri Bottas (Mercedes) terminou em segundo, com Norris em terceiro. Hamilton, com danos no assoalho do carro, terminou em quarto, permitindo que Verstappen ampliasse sua liderança no campeonato para 32 pontos.

### Disputas estratégicas nas corridas clássicas europeias

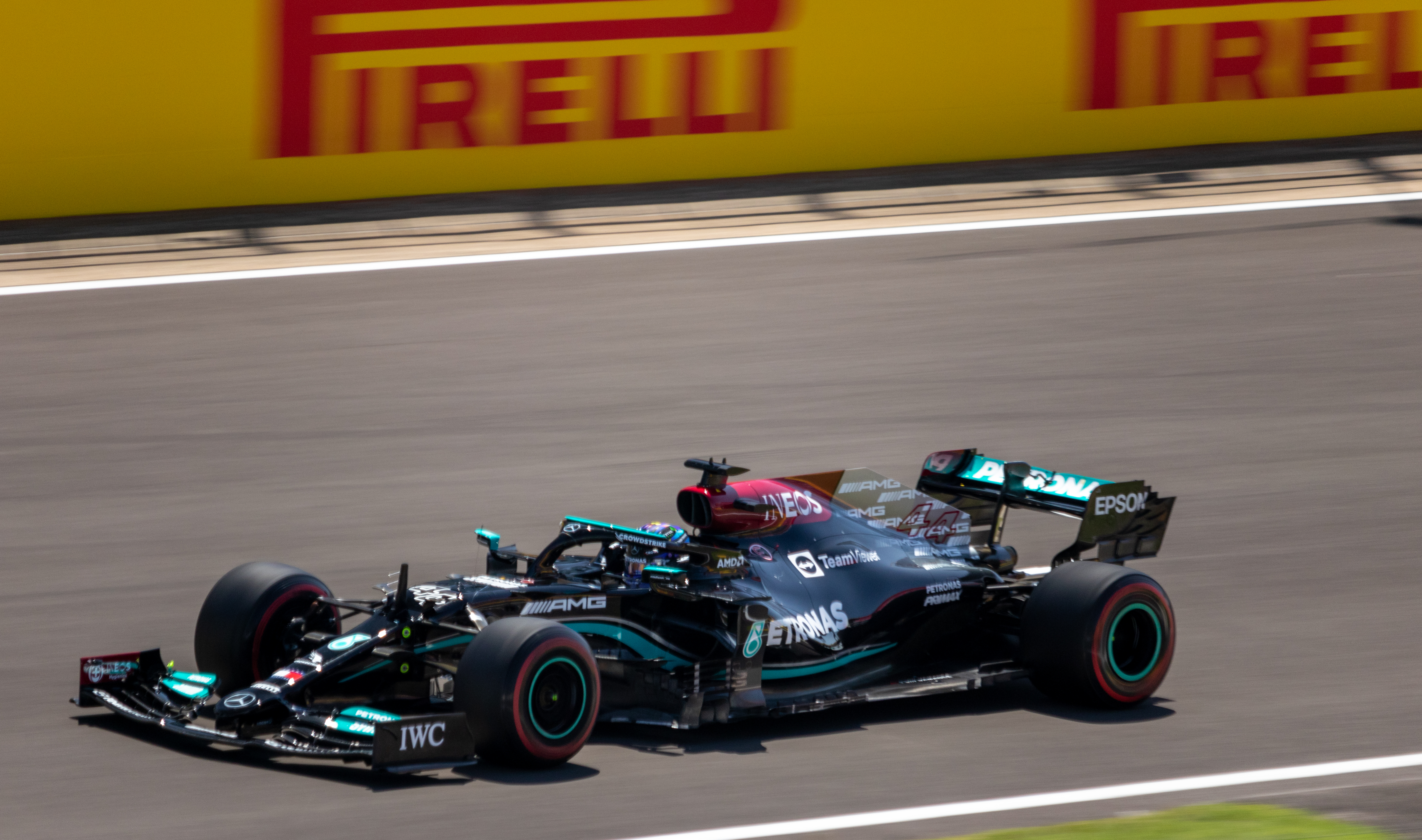
Lewis Hamilton voltou a vencer na temporada no Grande Prêmio da Grã-Bretanha.

No Grande Prêmio da Grã-Bretanha, Lewis Hamilton (Mercedes) foi o mais rápido na classificação e largou na pole position na primeira corrida sprint da história da Fórmula 1. Na sprint, Max Verstappen (Red Bull Racing-Honda) teve uma largada superior a Hamilton, ultrapassando-o antes da primeira curva e liderando todas as voltas, vencendo a sprint com Hamilton em segundo e Valtteri Bottas (Mercedes) em terceiro. Durante a sprint, Sergio Pérez (Red Bull-Honda) rodou na quinta volta, caindo para as últimas posições e, posteriormente, abandonando a prova, o que o obrigou a iniciar a corrida principal a partir do pit lane. Na primeira volta da corrida principal, um grande acidente ocorreu entre Verstappen e Hamilton, fazendo com que Verstappen colidisse a aproximadamente 290 km/h contra a barreira de pneus da curva Copse após Hamilton colidir com a roda traseira direita de Verstappen. Hamilton foi penalizado com dez segundos, cumprindo durante sua parada nos boxes. Apesar de Charles Leclerc (Ferrari) ter liderado grande parte da prova, Hamilton conseguiu, nas últimas voltas, ultrapassar Lando Norris (McLaren-Mercedes), Bottas e Leclerc para conquistar a vitória, reduzindo a diferença do campeonato para Verstappen de 33 para 8 pontos.

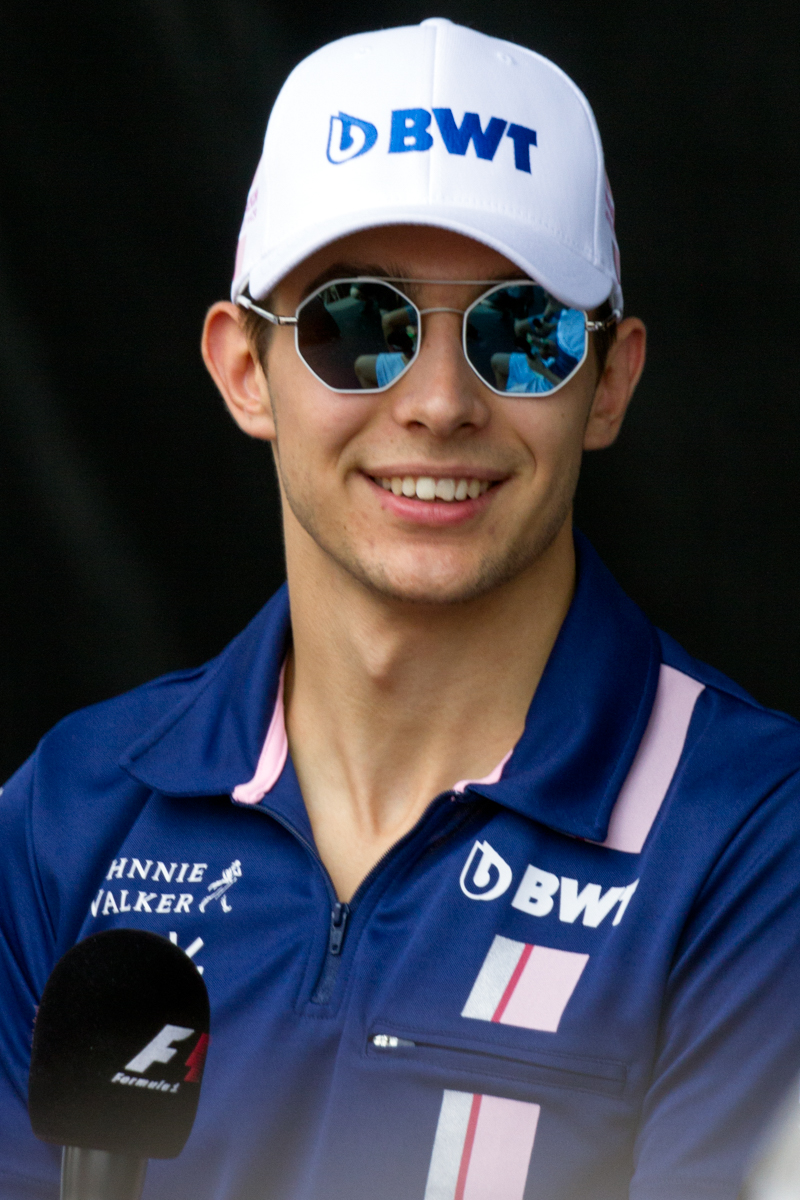
No Grande Prêmio da Hungria, Esteban Ocon conquistou a primeira vitória de sua carreira e da história da.

No Grande Prêmio da Hungria, Lewis Hamilton (Mercedes) novamente foi o mais rápido na classificação, garantindo a pole position. Contudo, condições de chuva e pista molhada no início da prova levaram Valtteri Bottas (Mercedes) a errar na frenagem e colidir com Lando Norris (McLaren-Mercedes), desencadeando uma série de colisões que acabaram eliminando cinco pilotos: Bottas, Norris, Sergio Pérez (Red Bull-Honda), Lance Stroll (Aston Martin-Mercedes) e Charles Leclerc (Ferrari). Devido à quantidade de detritos na pista, a corrida foi interrompida com bandeira vermelha. No reinício, Hamilton liderava, enquanto o líder do campeonato, Max Verstappen (Red Bull-Honda), sofreu danos no início e ficou em 13º lugar. Porém, Hamilton foi o único a não trocar os pneus ao fim da volta de formação, permanecendo sozinho na pista no reinício; essa estratégia o fez cair para a última posição após sua parada subsequente, fazendo com que Esteban Ocon (Alpine-Renault) assumisse a liderança da corrida. Ainda, um incidente nos boxes envolvendo Kimi Räikkönen (Alfa Romeo-Ferrari) e Nikita Mazepin (Haas-Ferrari) resultou na retirada deste último. Ocon manteve a liderança durante o restante da prova e celebrou sua primeira vitória na carreira, seguido por Sebastian Vettel (Aston Martin-Mercedes) em segundo e, Hamilton em terceiro, que escalou o pelotão desde a última colocação. Após a prova, Vettel foi desclassificado por problemas na amostragem de combustível, promovendo Hamilton para o segundo lugar e Carlos Sainz Jr. (Ferrari) para o terceiro. O pódio de Hamilton possibilitou que ele retomasse a liderança do campeonato em relação a Verstappen por oito pontos, enquanto a Mercedes reconquistou a liderança com uma vantagem de doze pontos sobre a Red Bull no campeonato de construtores.
No Grande Prêmio da Bélgica, uma sessão de qualificação com chuva forte fez com que Max Verstappen (Red Bull-Honda) conquistasse a pole position, com George Russell (Williams-Mercedes) em uma surpreendente segunda posição e Lewis Hamilton (Mercedes) em terceiro. A corrida foi afetada por uma forte chuva que caiu sobre o circuito, atrasando o início em 25 minutos e iniciando com duas voltas sob safety car, sendo interrompida por conta da falta de visibilidade. Após paralisação de cerca de três horas, foi realizada uma nova tentativa de relargada com o safety car, porém as condições climáticas ruins permaneceram e fizeram com que a corrida fosse interrompida novamente, e por conta da limitação regimental do tempo total de prova ela não foi reiniciada. Com isso, e com apenas uma volta computada oficialmente pela FIA, tornou-se a prova mais curta da história da Fórmula 1 e a sexta a distribuir metade da pontuação por ter sido completada menos de 75% da distância programada. Verstappen foi declarado vencedor, com Russell terminando em segundo, o primeiro pódio da sua carreira, e Hamilton em terceiro, reduzindo a vantagem de Hamilton na classificação para apenas três pontos em relação a Verstappen.
O retorno do Grande Prêmio dos Países Baixos ao calendário da Fórmula 1, no circuito de Zandvoort, foi marcado por clima festivo e grande expectativa local, com Max Verstappen (Red Bull-Honda) correspondendo à torcida ao conquistar a pole position e liderar de ponta a ponta e vencer sua corrida de casa. O traçado estreito e desafiador do circuito dificultou ultrapassagens e exigiu estratégias precisas de pneus e ritmo de corrida. Verstappen manteve o controle durante toda a prova, superando Lewis Hamilton (Mercedes), que terminou em segundo, enquanto Valtteri Bottas (Mercedes) completou o pódio. A vitória devolveu a liderança do campeonato a Verstappen por três pontos de diferença sobre Hamilton.

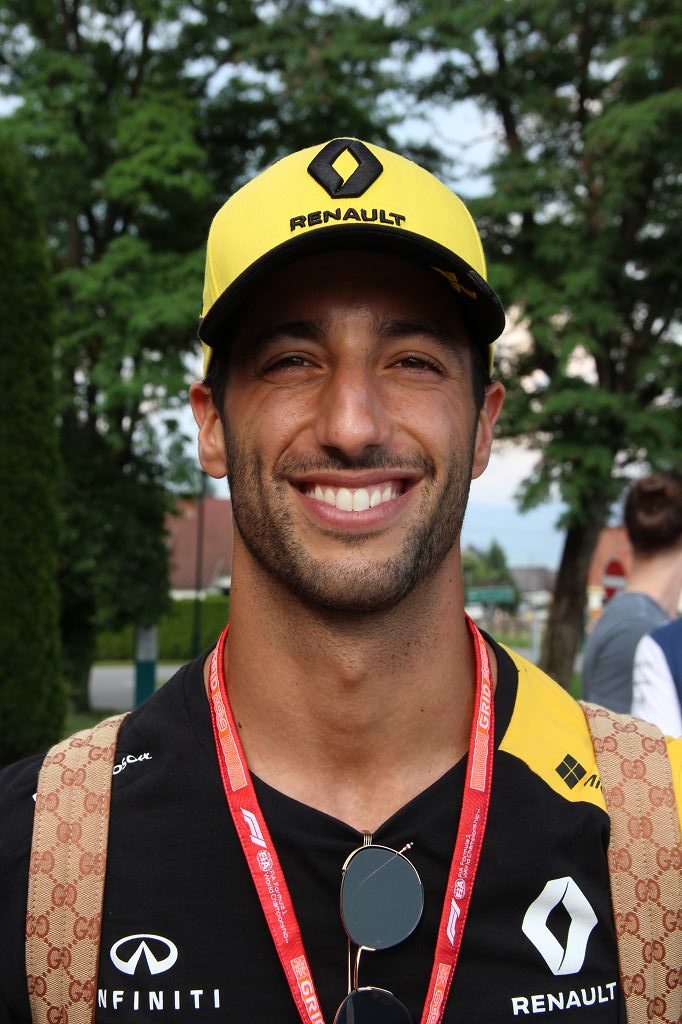
Daniel Ricciardo conquistou sua primeira vitória desde 2018 e a primeira vitória da McLaren desde 2012 ao vencer o Grande Prêmio da Itália.

Já no Grande Prêmio da Itália, a estratégia intensificou ainda mais a disputa. Valtteri Bottas (Mercedes) venceu a sprint, porém foi obrigado a largar da última posição pela troca de componentes do motor. Verstappen largou na primeira posição na corrida principal, seguido por Daniel Ricciardo (McLaren-Mercedes) em segundo e Lando Norris (McLaren-Mercedes) em terceiro. Na corrida, Ricciardo assumiu a liderança logo na primeira volta. Problemas na parada de Verstappen o fez sair dos boxes muito próximo a Hamilton, causando uma colisão com ele na "Primeira Variante", fazendo com que ambos tivessem que abandonar a corrida. Ricciardo manteve-se a frente no restante da corrida e conquistou sua primeira vitória desde o Grande Prêmio de Mônaco de 2018, marcando ainda a primeira vitória da McLaren desde o Grande Prêmio do Brasil de 2012, enquanto Norris terminou em segundo, a sua melhor posição até então, e Bottas terminando em terceiro após uma penalidade aplicada a Sergio Pérez (Red Bull-Honda). Para Verstappen, a colisão com Hamilton lhe rendeu uma penalização de três posições na próxima corrida e dois pontos na superlicença, reforçando o clima acirrado entre os pilotos.

### Estratégias e clima no retorno à Ásia
No Grande Prêmio da Rússia, Lando Norris (McLaren-Mercedes) conquistou sua primeira pole position na carreira, superando Carlos Sainz Jr. (Ferrari) que largou em segundo e George Russell (Williams-Mercedes), que largou em terceiro. Durante a maior parte da corrida, Norris liderou com uma boa vantagem sobre Lewis Hamilton (Mercedes) mesmo com a aproximação do britânico nas voltas finais. No entanto, a situação mudou drasticamente quando uma chuva inesperada começou a cair nas últimas voltas. Enquanto a maioria dos pilotos optou por trocar para pneus intermediários, Norris decidiu permanecer na pista com pneus slicks, acreditando que a chuva seria passageira. Essa decisão, tomada em conjunto com a equipe, revelou-se equivocada quando a chuva se intensificou, fazendo com que Norris perdesse aderência e saísse da pista diversas vezes. Norris acabou terminando a corrida em sétimo lugar, enquanto Hamilton conquistou sua centésima vitória na Fórmula 1, dividindo o pódio com Max Verstappen (Red Bull Racing-Honda) em segundo e Sainz em terceiro. Com isso, Hamilton voltou a assumir a liderança do campeonato, com uma vantagem de dois pontos sobre Verstappen. Após a corrida, um abatido Norris assumiu a responsabilidade pela escolha e expressou sua decepção, afirmando que "tudo estava sob controle" até a mudança repentina nas condições climáticas.

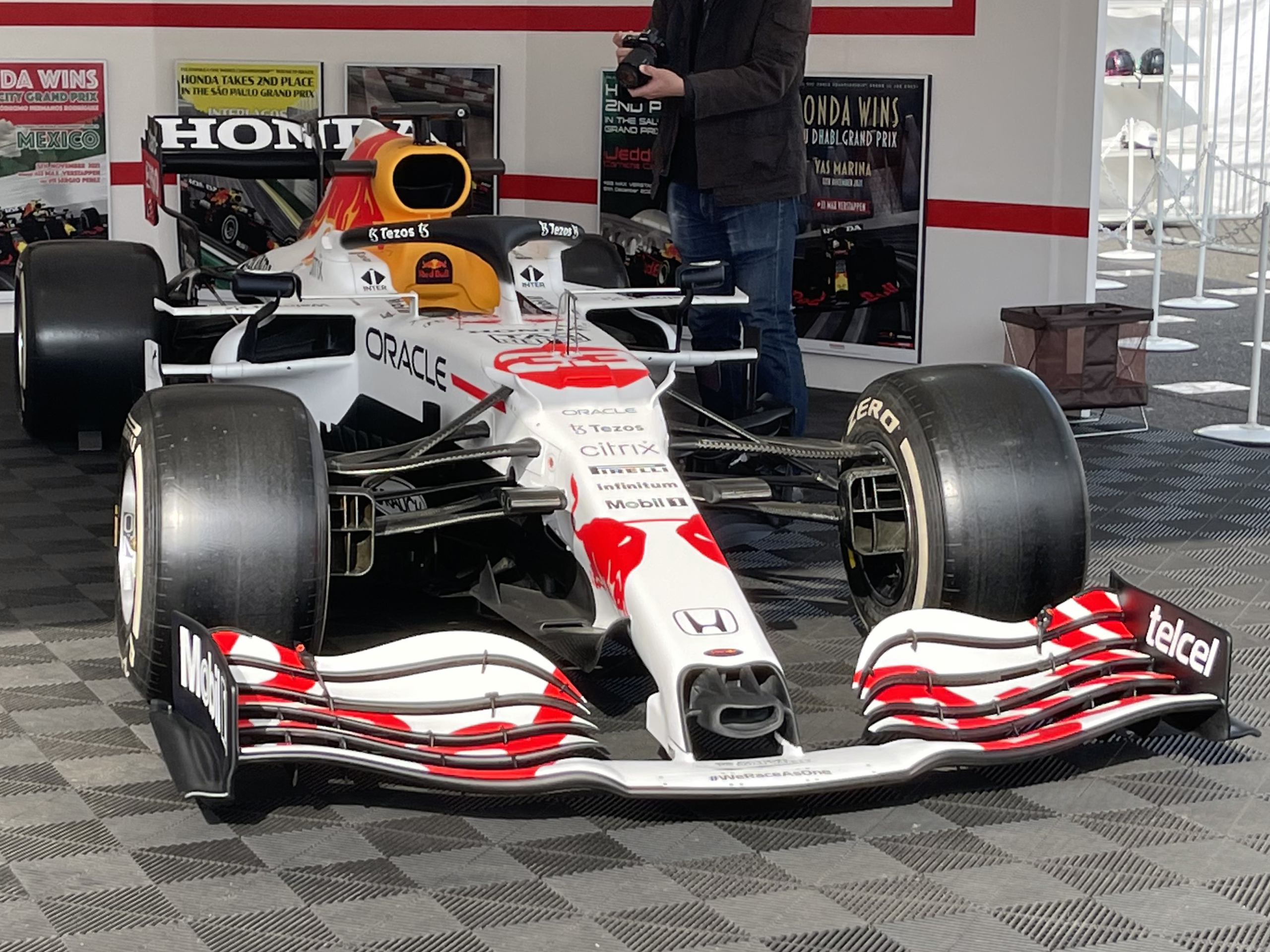
Pintura especial utilizada pelos pilotos da no Grande Prêmio da Turquia em homenagem à sua fornecedora de motores Honda. A pintura seria utilizada no GP do Japão, mas ele foi cancelado.

No Grande Prêmio da Turquia, o cenário climático também foi ruim. Apesar de Lewis Hamilton (Mercedes) ter sido o mais rápido na sessão de qualificação, ele largou na décima posição por conta da troca de componentes do motor, fazendo com que Valtteri Bottas (Mercedes) largasse na pole position. Com a escolha correta da estratégia de corrida, Bottas liderou a corrida desde a primeira volta e conquistou sua primeira vitória na temporada. Max Verstappen (Red Bull-Honda) terminou em segundo lugar, retomando a liderança do campeonato, enquanto Sergio Pérez (Red Bull-Honda) terminou na terceira colocação, completando o pódio. Além de retomar a liderança do campeonato, Verstappen ainda abriu uma vantagem de seis pontos sobre Hamilton, que terminou a corrida na quinta colocação.

### Batalha pelo título nas corridas das Américas

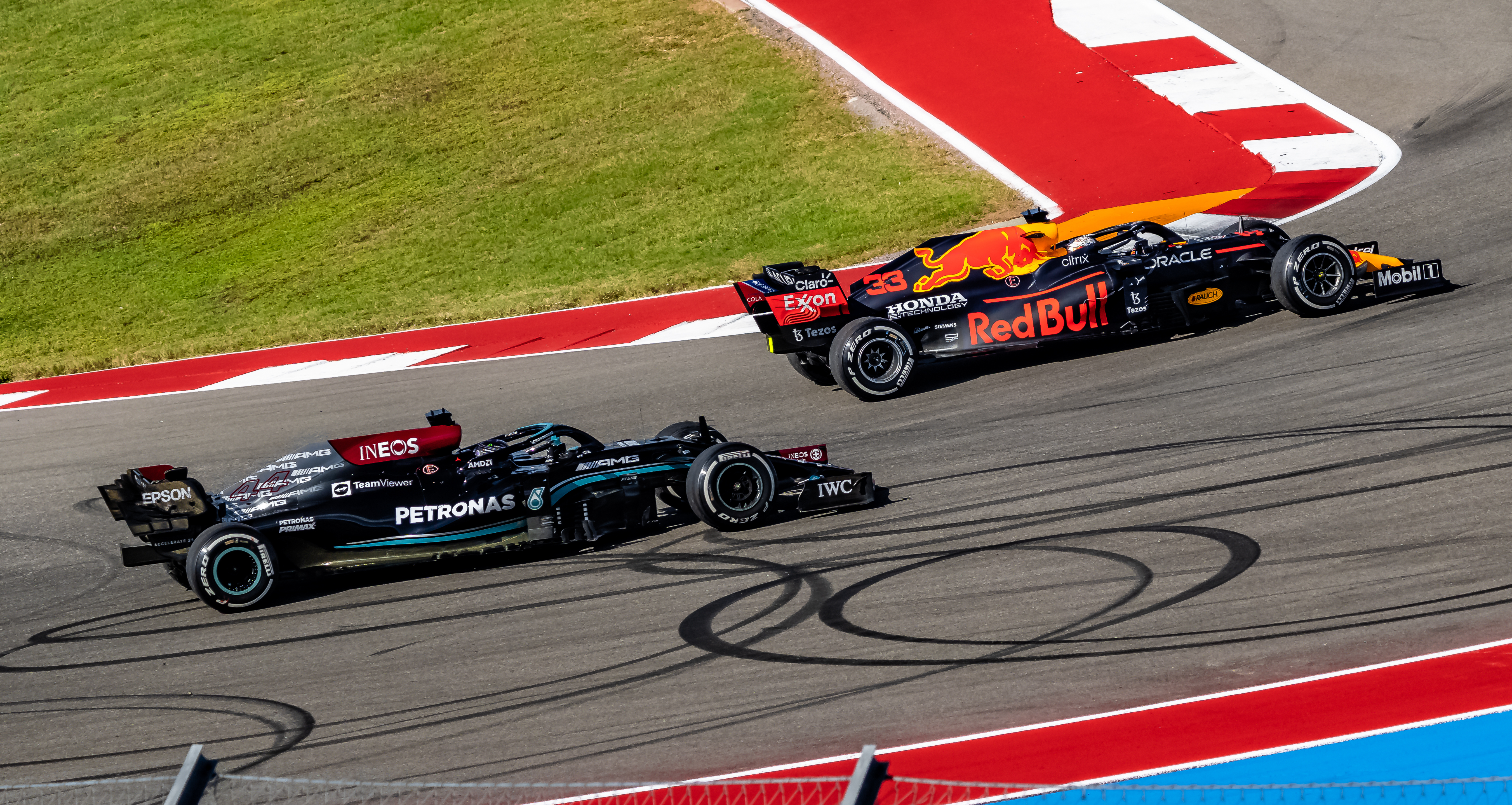
Max Verstappen venceu o Grande Prêmio dos Estados Unidos e aumentou sua vantagem no campeonato sobre Lewis Hamilton para 12 pontos.

Max Verstappen (Red Bull Racing-Honda) manteve sua boa fase no Grande Prêmio dos Estados Unidos, conquistando a pole position. A corrida começou com Lewis Hamilton (Mercedes) assumindo a liderança logo na primeira curva, mas Verstappen recuperou a liderança após adotar uma boa estratégia de parada nos boxes gerenciar bem seus pneus. Verstappen venceu a corrida, com Hamilton em segundo lugar e Sergio Pérez (Red Bull-Honda) completando o pódio. O resultado ampliou a vantagem de Verstappen no campeonato para 12 pontos, apesar de Hamilton somar um ponto extra pela volta mais rápida da corrida.
No Grande Prêmio da Cidade do México, Valtteri Bottas (Mercedes) garantiu a pole position, mas um incidente na primeira curva com Daniel Ricciardo (McLaren-Mercedes) o fez rodar, perdendo diversas posições. Um acidente envolvendo Yuki Tsunoda (AlphaTauri-Honda) e Mick Schumacher (Haas-Ferrari) trouxe o safety car para a pista logo no início. Max Verstappen (Red Bull-Honda) aproveitou para assumir a liderança e dominou o restante da prova, conquistando sua segunda vitória consecutiva. Lewis Hamilton (Mercedes) ficou em segundo, enquanto Sergio Pérez (Red Bull-Honda) garantiu o terceiro lugar, marcando um pódio histórico em sua corrida em casa e recebendo uma recepção calorosa da torcida local. Com o resultado, a vantagem de Verstappen sobre Hamilton no campeonato passou a ser de 21 pontos.
No Grande Prêmio de São Paulo, Lewis Hamilton (Mercedes) foi o mais rápido na classificação, mas foi desclassificado devido a uma irregularidade técnica na asa traseira de seu carro, tendo que largar na última posição da sprint. Na sprint, Valtteri Bottas (Mercedes) venceu e conquistou a pole position para a corrida principal, enquanto Max Verstappen (Red Bull-Honda) terminou em segundo. Lewis Hamilton fez uma recuperação impressionante, saindo da última posição na sprint para a quinta posição, mas sofreu uma nova punição para a corrida principal por conta da troca de componentes do motor, tendo que largar da 10ª posição. Na corrida principal, Verstappen e Sergio Pérez (Red Bull-Honda) ultrapassaram Bottas na primeira volta. Hamilton, com um grande ritmo de corrida, ultrapassou Verstappen na volta 59 após um duelo intenso e venceu a corrida. Bottas completou o pódio na terceira posição, enquanto Verstappen viu sua vantagem no campeonato diminuir de 21 para 14 pontos.

### Final da temporada no Oriente Médio e disputa dramática pelo título
No Grande Prêmio do Catar, Lewis Hamilton (Mercedes) conquistou a pole position e dominou a corrida de ponta a ponta, vencendo e reduzindo a vantagem de Max Verstappen (Red Bull Racing-Honda) no campeonato para oito pontos. Verstappen, penalizado por não respeitar bandeiras amarelas duplas no treino classificatório, largou em sétimo, mas rapidamente recuperou posições, terminando em segundo lugar e garantindo o ponto extra pela volta mais rápida. Fernando Alonso (Alpine-Renault) completou o pódio, alcançando seu primeiro pódio desde 2014. A corrida foi marcada por diversos problemas envolvendo os pneus, afetando pilotos como Valtteri Bottas (Mercedes), George Russell (Williams-Mercedes) e Nicholas Latifi (Williams-Mercedes), o que levou a um período de safety car virtual nas últimas voltas da corrida.
O Grande Prêmio da Arábia Saudita, realizado pela primeira vez, teve a pole position de Lewis Hamilton (Mercedes), com Max Verstappen (Red Bull-Honda) largando em terceiro após sofrer acidente na sua última volta da classificação. A largada da corrida foi cautelosa, com Hamilton mantendo a ponta, seguido por Valtteri Bottas (Mercedes) e Verstappen, até o forte acidente de Mick Schumacher (Haas-Ferrari) causar a primeira intervenção do safety car e, depois, uma bandeira vermelha. A relargada, Verstappen conseguiu assumir a liderança, mas ela foi marcada por acidentes envolvendo Sergio Pérez (Red Bull-Honda), Charles Leclerc (Ferrari), George Russell (Williams-Mercedes) e Nikita Mazepin (Haas-Ferrari), causando uma nova bandeira vermelha. Na nova relargada, Verstappen manteve a liderança, seguido por Esteban Ocon (Alpine-Renault) e Hamilton, que logo retomou o segundo lugar e passou a pressionar Verstappen. A corrida seguiu intensa, com toques entre os líderes, polêmicas sobre limites de pista, e uma punição a Verstappen por manobras irregulares. No fim, Hamilton superou Verstappen após muita disputa e venceu a corrida. No campeonato de pilotos, Hamilton igualou-se a Verstappen em pontos, ambos com 369.5, levando a decisão para a última corrida em Abu Dhabi e sendo a primeira vez desde 1974 que dois pilotos chegam à ultima corrida empatados, na ocasião ocorrendo com Emerson Fittipaldi e Clay Regazzoni.

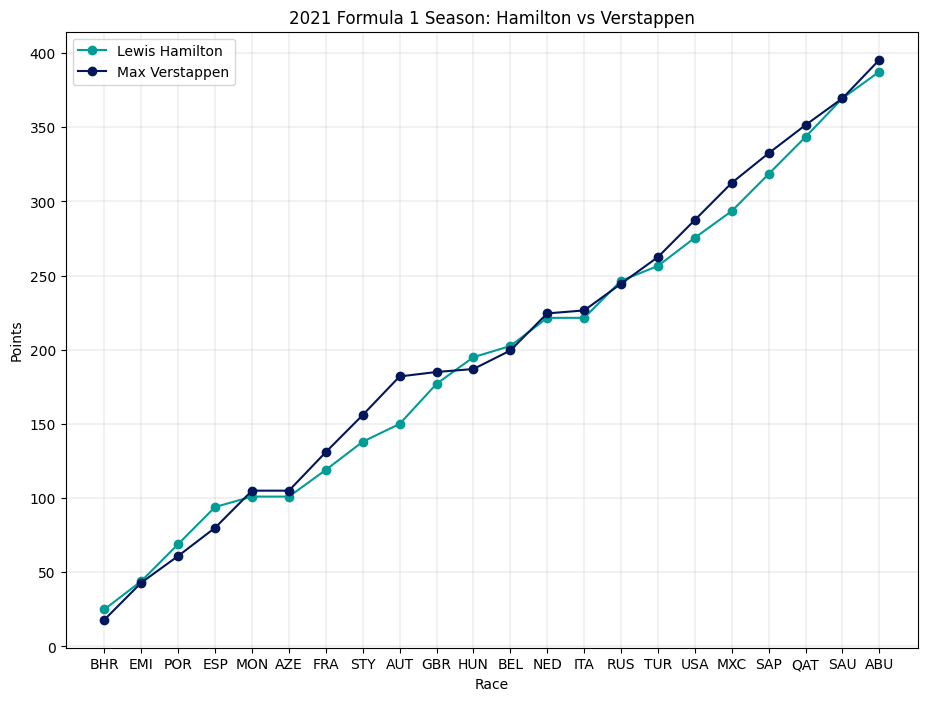
Gráfico com a evolução de pontos de Max Verstappen e Lewis Hamilton durante a temporada.

Com o empate entre os dois primeiros colocados, a decisão do campeonato ocorreu no Grande Prêmio de Abu Dhabi, com Max Verstappen (Red Bull-Honda) largando na pole position e Lewis Hamilton (Mercedes) largando em segundo. Na largada, Hamilton assumiu a liderança já na primeira curva e manteve um ritmo forte durante a maior parte da corrida. Sergio Pérez (Red Bull-Honda), companheiro de equipe de Verstappen, antes de sua parada nos boxes impôs a Hamilton um ritmo mais lento, permitindo que Verstappen reduzisse a diferença. Nas voltas finais, Nicholas Latifi (Williams-Mercedes) sofreu um acidente na saída da curva 14, provocando a entrada do safety car. A direção de prova permitiu que apenas os retardatários que estivessem entre Hamilton e Verstappen dessem uma volta a frente, liberando a disputa entre os dois primeiros colocados, reiniciando a corrida com uma única volta restante. Com pneus mais novos, Verstappen ultrapassou Hamilton na última volta, vencendo a corrida e conquistando seu primeiro título mundial. Além disso, a Mercedes sagrou-se campeã mundial de construtores pela oitava vez. A decisão gerou controvérsias, levando a FIA a reconhecer posteriormente que houve "erro humano" na aplicação das regras durante o safety car. Apesar dos protestos da Mercedes, o resultado foi mantido, e Verstappen foi confirmado como campeão mundial de 2021 (ver seção Controvérsias).

## Resultados e classificação

### Por Grande Prêmio
| Nº | Grande Prêmio                     | Pole position   | Tempo    | Volta mais rápida | Tempo         | Vencedor         | Equipe                | Descrição |
| -- | --------------------------------- | --------------- | -------- | ----------------- | ------------- | ---------------- | --------------------- | --------- |
| 1  | Grande Prêmio do Barém            | Max Verstappen  | 1:28.997 | Valtteri Bottas   | 1:32.090      | Lewis Hamilton   | Mercedes              | Descrição |
| 2  | Grande Prêmio da Emília-Romanha   | Lewis Hamilton  | 1:14.411 | Lewis Hamilton    | 1:16.702      | Max Verstappen   | Red Bull Racing-Honda | Descrição |
| 3  | Grande Prêmio de Portugal         | Valtteri Bottas | 1:18.348 | Valtteri Bottas   | 1:19.865      | Lewis Hamilton   | Mercedes              | Descrição |
| 4  | Grande Prêmio da Espanha          | Lewis Hamilton  | 1:16.741 | Max Verstappen    | 1:18.149      | Lewis Hamilton   | Mercedes              | Descrição |
| 5  | Grande Prêmio de Mônaco           | Charles Leclerc | 1:10.346 | Lewis Hamilton    | 1:12.909      | Max Verstappen   | Red Bull Racing-Honda | Descrição |
| 6  | Grande Prêmio do Azerbaijão       | Charles Leclerc | 1:41.218 | Max Verstappen    | 1:44.481      | Sergio Pérez     | Red Bull Racing-Honda | Descrição |
| 7  | Grande Prêmio da França           | Max Verstappen  | 1:29.990 | Max Verstappen    | 1:36.404      | Max Verstappen   | Red Bull Racing-Honda | Descrição |
| 8  | Grande Prêmio da Estíria          | Max Verstappen  | 1:03.841 | Lewis Hamilton    | 1:07.058      | Max Verstappen   | Red Bull Racing-Honda | Descrição |
| 9  | Grande Prêmio da Áustria          | Max Verstappen  | 1:03.720 | Max Verstappen    | 1:06.200      | Max Verstappen   | Red Bull Racing-Honda | Descrição |
| 10 | Grande Prêmio da Grã-Bretanha     | Max Verstappen  | Sprint   | Sergio Pérez      | 1:28.617      | Lewis Hamilton   | Mercedes              | Descrição |
| 11 | Grande Prêmio da Hungria          | Lewis Hamilton  | 1:15.419 | Pierre Gasly      | 1:18.394      | Esteban Ocon     | Alpine-Renault        | Descrição |
| 12 | Grande Prêmio da Bélgica          | Max Verstappen  | 1:59.765 | Não atribuido     | Não atribuido | Max Verstappen   | Red Bull Racing-Honda | Descrição |
| 13 | Grande Prêmio dos Países Baixos   | Max Verstappen  | 1:08.885 | Lewis Hamilton    | 1:11.097      | Max Verstappen   | Red Bull Racing-Honda | Descrição |
| 14 | Grande Prêmio da Itália           | Max Verstappen  | Sprint   | Daniel Ricciardo  | 1:24.812      | Daniel Ricciardo | McLaren-Mercedes      | Descrição |
| 15 | Grande Prêmio da Rússia           | Lando Norris    | 1:41.993 | Lando Norris      | 1:37.423      | Lewis Hamilton   | Mercedes              | Descrição |
| 16 | Grande Prêmio da Turquia          | Valtteri Bottas | 1:22.998 | Valtteri Bottas   | 1:30.432      | Valtteri Bottas  | Mercedes              | Descrição |
| 17 | Grande Prêmio dos Estados Unidos  | Max Verstappen  | 1:32.910 | Lewis Hamilton    | 1:38.425      | Max Verstappen   | Red Bull Racing-Honda | Descrição |
| 18 | Grande Prêmio da Cidade do México | Valtteri Bottas | 1:15.875 | Valtteri Bottas   | 1:17.774      | Max Verstappen   | Red Bull Racing-Honda | Descrição |
| 19 | Grande Prêmio de São Paulo        | Valtteri Bottas | Sprint   | Sergio Pérez      | 1:11.010      | Lewis Hamilton   | Mercedes              | Descrição |
| 20 | Grande Prêmio do Catar            | Lewis Hamilton  | 1:20.827 | Max Verstappen    | 1:23.196      | Lewis Hamilton   | Mercedes              | Descrição |
| 21 | Grande Prêmio da Arábia Saudita   | Lewis Hamilton  | 1:27.511 | Lewis Hamilton    | 1:30.734      | Lewis Hamilton   | Mercedes              | Descrição |
| 22 | Grande Prêmio de Abu Dhabi        | Max Verstappen  | 1:22.109 | Max Verstappen    | 1:26.103      | Max Verstappen   | Red Bull Racing-Honda | Descrição |

### Sistema de pontuação
Os pontos eram concedidos até o décimo colocado. Um ponto extra eram concedido ao piloto que marcasse a volta mais rápida durante uma corrida. O ponto adicional era somente concedido caso o piloto a ter marcado a volta mais rápida de um Grande Prêmio estivesse entre os dez primeiros na classificação final da prova. Não era dado ponto se a volta mais rápida fosse marcada por um piloto que não estivesse entre as dez primeiras posições no final da corrida.
Grandes Prêmios
| Posição | 1º | 2º | 3º | 4º | 5º | 6º | 7º | 8º | 9º | 10º | VMR* |
| Pontos  | 25 | 18 | 15 | 12 | 10 | 8  | 6  | 4  | 2  | 1   | 1    |

Qualificação de sprint
Introduzidas em 2021, os pilotos disputaram uma qualificação em formato de corrida curta (sprint) no sábado durante três Grandes Prêmios. Os três melhores colocados deste corrida receberam pontos.
| Posição | 1º | 2º | 3º |
| ------- | -- | -- | -- |
| Pontos  | 3  | 2  | 1  |

### Campeonato de Pilotos
| Pos. | N.º | Piloto             | BAR | EMI | POR | ESP | MON | AZE | FRA | EST | AUT | GBR  | HUN | BEL½ | HOL | ITA  | RUS | TUR | EUA | CMX | SAO | CAT | ARA | ABU | Ptos. |
| ---- | --- | ------------------ | --- | --- | --- | --- | --- | --- | --- | --- | --- | ---- | --- | ---- | --- | ---- | --- | --- | --- | --- | --- | --- | --- | --- | ----- |
| 1    | 33  | Max Verstappen     | 2   | 1   | 2   | 2   | 1   | 18† | 1   | 1   | 1   | Ret¹ | 9   | 1    | 1   | Ret² | 2   | 2   | 1   | 1   | 2²  | 2   | 2   | 1   | 395,5 |
| 2    | 44  | Lewis Hamilton     | 1   | 2   | 1   | 1   | 7   | 15  | 2   | 2   | 4   | 1²   | 2   | 3    | 2   | Ret  | 1   | 5   | 2   | 2   | 1   | 1   | 1   | 2   | 387,5 |
| 3    | 77  | Valtteri Bottas    | 3   | Ret | 3   | 3   | Ret | 12  | 4   | 3   | 2   | 3³   | Ret | 12   | 3   | 3¹   | 5   | 1   | 6   | 15  | 3¹  | Ret | 3   | 6   | 226   |
| 4    | 11  | Sergio Pérez       | 5   | 11  | 4   | 5   | 4   | 1   | 3   | 4   | 6   | 16   | Ret | 19   | 8   | 5    | 9   | 3   | 3   | 3   | 4   | 4   | Ret | 15† | 190   |
| 5    | 55  | Carlos Sainz Jr.   | 8   | 5   | 11  | 7   | 2   | 8   | 11  | 6   | 5   | 6    | 3   | 10   | 7   | 6    | 3   | 8   | 7   | 6   | 6³  | 7   | 8   | 3   | 164,5 |
| 6    | 4   | Lando Norris       | 4   | 3   | 5   | 8   | 3   | 5   | 5   | 5   | 3   | 4    | Ret | 14   | 10  | 2    | 7   | 7   | 8   | 10  | 10  | 9   | 10  | 7   | 160   |
| 7    | 16  | Charles Leclerc    | 6   | 4   | 6   | 4   | NL  | 4   | 16  | 7   | 8   | 2    | Ret | 8    | 5   | 4    | 15  | 4   | 4   | 5   | 5   | 8   | 7   | 10  | 159   |
| 8    | 3   | Daniel Ricciardo   | 7   | 6   | 9   | 6   | 12  | 9   | 6   | 13  | 7   | 5    | 11  | 4    | 11  | 1³   | 4   | 13  | 5   | 12  | Ret | 12  | 5   | 12  | 115   |
| 9    | 10  | Pierre Gasly       | 17† | 7   | 10  | 10  | 6   | 3   | 7   | Ret | 9   | 11   | 5   | 6    | 4   | Ret  | 13  | 6   | Ret | 4   | 7   | 11  | 6   | 5   | 110   |
| 10   | 14  | Fernando Alonso    | Ret | 10  | 8   | 17  | 13  | 6   | 8   | 9   | 10  | 7    | 4   | 11   | 6   | 8    | 6   | 16  | Ret | 9   | 9   | 3   | 13  | 8   | 81    |
| 11   | 31  | Esteban Ocon       | 13  | 9   | 7   | 9   | 9   | Ret | 14  | 14  | Ret | 9    | 1   | 7    | 9   | 10   | 14  | 10  | Ret | 13  | 8   | 5   | 4   | 9   | 74    |
| 12   | 5   | Sebastian Vettel   | 15  | 15† | 13  | 13  | 5   | 2   | 9   | 12  | 17† | Ret  | DSQ | 5    | 13  | 12   | 12  | 18  | 10  | 7   | 11  | 10  | Ret | 11  | 43    |
| 13   | 18  | Lance Stroll       | 10  | 8   | 14  | 11  | 8   | Ret | 10  | 8   | 13  | 8    | Ret | 20   | 12  | 7    | 11  | 9   | 12  | 14  | Ret | 6   | 11  | 13  | 34    |
| 14   | 22  | Yuki Tsunoda       | 9   | 12  | 15  | Ret | 16  | 7   | 13  | 10  | 12  | 10   | 6   | 15   | Ret | NL   | 17  | 14  | 9   | Ret | 15  | 13  | 14  | 4   | 32    |
| 15   | 63  | George Russell     | 14  | Ret | 16  | 14  | 14  | 17† | 12  | Ret | 11  | 12   | 8   | 2    | 17† | 9    | 10  | 15  | 14  | 16  | 13  | 17  | Ret | Ret | 16    |
| 16   | 7   | Kimi Räikkönen     | 11  | 13  | Ret | 12  | 11  | 10  | 17  | 11  | 15  | 15   | 10  | 18   | EX  | EX   | 8   | 12  | 13  | 8   | 12  | 14  | 15  | Ret | 10    |
| 17   | 6   | Nicholas Latifi    | 18† | Ret | 18  | 16  | 15  | 16  | 18  | 17  | 16  | 14   | 7   | 9    | 16  | 11   | 19  | 17  | 15  | 17  | 16  | Ret | 12  | Ret | 7     |
| 18   | 99  | Antonio Giovinazzi | 12  | 14  | 12  | 15  | 10  | 11  | 15  | 15  | 14  | 13   | 13  | 13   | 14  | 13   | 16  | 11  | 11  | 11  | 14  | 15  | 9   | Ret | 3     |
| 19   | 47  | Mick Schumacher    | 16  | 16  | 17  | 18  | 18  | 13  | 19  | 16  | 18  | 18   | 12  | 16   | 18  | 15   | Ret | 19  | 16  | Ret | 18  | 16  | Ret | 14  | 0     |
| 20   | 88  | Robert Kubica      | NP  | NP  | NP  | AT  | NP  | NP  | NP  | AT  | NP  | NP   | AT  | NP   | 15  | 14   | NP  | NP  | NP  | NP  | NP  | NP  | NP  | NP  | 0     |
| 21   | 9   | Nikita Mazepin     | Ret | 17  | 19  | 19  | 17  | 14  | 20  | 18  | 19  | 17   | Ret | 17   | Ret | Ret  | 18  | 20  | 17  | 18  | 17  | 18  | Ret | NL  | 0     |
| Pos. | N.º | Piloto             | BAR | EMI | POR | ESP | MON | AZE | FRA | EST | AUT | GBR  | HUN | BEL½ | PBS | ITA  | RUS | TUR | EUA | CMX | SAO | CAT | ARA | ABU | Ptos. |

| Cor       | Ouro                 | Prata           | Bronze                | Verde                | Azul                 | Púrpura          | Vermelho             |
| Resultado | Vencedor             | 2.º lugar       | 3.º lugar             | Terminou, nos pontos | Terminou, sem pontos | Retirou-se (Ret) | Não qualificado (NQ) |
|           |                      |                 |                       |                      |                      |                  |                      |
| Cor       | Preto                | Branco          | Branco                | Azul claro           | Sem cor              | Sem cor          | Sem cor              |
| Resultado | Desqualificado (DSQ) | Não largou (NL) | Corrida cancelada (C) | Apenas treino (AT)   | Não participou (NP)  | Lesionado (Les)  | Excluído (EX)        |

Negrito – Pole position

Itálico – Volta mais rápida

† – Classificado por ter completado mais de 90% da prova

²/³ – Resultado da qualificação de sprint

Notas
- Foi atribuída a metade dos pontos ao resultado do Grande Prêmio da Bélgica pois foram completadas apenas quatro voltas, não atingindo os 75% necessários para a atribuição da pontuação total.

### Campeonato de Construtores
A pontuação de cada construtor é definida pela soma da pontuação de seus dois pilotos no campeonato regular. Em caso de empate na pontuação final de pilotos ou construtores, o primeiro critério de desempate a ser adotado é o número de vitórias; caso não seja possível atribuir uma posição mesmo assim, será considerado o piloto que tiver atingido a melhor posição de chegada em alguma das corridas.
| Class. | Construtor            | N.º | BAR | EMI | POR | ESP | MON | AZE | FRA | EST | AUT | GBR  | HUN | BEL | PBS | ITA  | RUS | TUR | EUA | CMX | SAO | CAT | ARA | ABU | Ptos. |
| ------ | --------------------- | --- | --- | --- | --- | --- | --- | --- | --- | --- | --- | ---- | --- | --- | --- | ---- | --- | --- | --- | --- | --- | --- | --- | --- | ----- |
| 1      | Mercedes              | 44  | 1   | 2   | 1   | 1   | 7   | 15  | 2   | 2   | 4   | 1²   | 2   | 3   | 2   | Ret  | 1   | 5   | 2   | 2   | 1   | 1   | 1   | 2   | 613,5 |
| 1      | Mercedes              | 77  | 3   | Ret | 3   | 3   | Ret | 12  | 4   | 3   | 2   | 3³   | Ret | 12  | 3   | 3¹   | 5   | 1   | 6   | 15  | 3¹  | Ret | 3   | 6   | 613,5 |
| 2      | Red Bull Racing-Honda | 11  | 5   | 11  | 4   | 5   | 4   | 1   | 3   | 4   | 6   | 16   | Ret | 19  | 8   | 5    | 9   | 3   | 3   | 3   | 4   | 4   | Ret | 15† | 585,5 |
| 2      | Red Bull Racing-Honda | 33  | 2   | 1   | 2   | 2   | 1   | 18† | 1   | 1   | 1   | Ret¹ | 9   | 1   | 1   | Ret² | 2   | 2   | 1   | 1   | 2²  | 2   | 2   | 1   | 585,5 |
| 3      | Ferrari               | 16  | 6   | 4   | 6   | 4   | NL  | 4   | 16  | 7   | 8   | 2    | Ret | 8   | 5   | 4    | 15  | 4   | 4   | 5   | 5   | 8   | 7   | 10  | 323,5 |
| 3      | Ferrari               | 55  | 8   | 5   | 11  | 7   | 2   | 8   | 11  | 6   | 5   | 6    | 3   | 10  | 7   | 6    | 3   | 8   | 7   | 6   | 6³  | 7   | 8   | 3   | 323,5 |
| 4      | McLaren-Mercedes      | 3   | 7   | 6   | 9   | 6   | 12  | 9   | 6   | 13  | 7   | 5    | 11  | 4   | 11  | 1³   | 4   | 13  | 5   | 12  | Ret | 12  | 5   | 12  | 275   |
| 4      | McLaren-Mercedes      | 4   | 4   | 3   | 5   | 8   | 3   | 5   | 5   | 5   | 3   | 4    | Ret | 14  | 10  | 2    | 7   | 7   | 8   | 10  | 10  | 9   | 10  | 7   | 275   |
| 5      | Alpine-Renault        | 14  | Ret | 10  | 8   | 17  | 13  | 6   | 8   | 9   | 10  | 7    | 4   | 11  | 6   | 8    | 6   | 16  | Ret | 9   | 9   | 3   | 13  | 8   | 155   |
| 5      | Alpine-Renault        | 31  | 13  | 9   | 7   | 9   | 9   | Ret | 14  | 14  | Ret | 9    | 1   | 7   | 9   | 10   | 14  | 10  | Ret | 13  | 8   | 5   | 4   | 9   | 155   |
| 6      | AlphaTauri-Honda      | 10  | 17† | 7   | 10  | 10  | 6   | 3   | 7   | Ret | 9   | 11   | 5   | 6   | 4   | Ret  | 13  | 6   | Ret | 4   | 7   | 11  | 6   | 5   | 142   |
| 6      | AlphaTauri-Honda      | 22  | 9   | 12  | 15  | Ret | 16  | 7   | 13  | 10  | 12  | 10   | 6   | 15  | Ret | NL   | 17  | 14  | 9   | Ret | 15  | 13  | 14  | 4   | 142   |
| 7      | Aston Martin-Mercedes | 5   | 15  | 15† | 13  | 13  | 5   | 2   | 9   | 12  | 17† | Ret  | DSQ | 5   | 13  | 12   | 12  | 18  | 10  | 7   | 11  | 10  | Ret | 11  | 77    |
| 7      | Aston Martin-Mercedes | 18  | 10  | 8   | 14  | 11  | 8   | Ret | 10  | 8   | 13  | 8    | Ret | 20  | 12  | 7    | 11  | 9   | 12  | 14  | Ret | 6   | 11  | 13  | 77    |
| 8      | Williams-Mercedes     | 6   | 18† | Ret | 18  | 16  | 15  | 16  | 18  | 17  | 16  | 14   | 7   | 9   | 16  | 11   | 19  | 17  | 15  | 17  | 16  | Ret | 12  | Ret | 23    |
| 8      | Williams-Mercedes     | 63  | 14  | Ret | 16  | 14  | 14  | 17† | 12  | Ret | 11  | 12   | 8   | 2   | 17† | 9    | 10  | 15  | 14  | 16  | 13  | 17  | Ret | Ret | 23    |
| 9      | Alfa Romeo-Ferrari    | 7   | 11  | 13  | Ret | 12  | 11  | 10  | 17  | 11  | 15  | 15   | 10  | 18  | EX  | EX   | 8   | 12  | 13  | 8   | 12  | 14  | 15  | Ret | 13    |
| 9      | Alfa Romeo-Ferrari    | 88  | NP  | NP  | NP  | AT  | NP  | NP  | NP  | AT  | NP  | NP   | AT  | NP  | 15  | 14   | NP  | NP  | NP  | NP  | NP  | NP  | NP  | NP  | 13    |
| 9      | Alfa Romeo-Ferrari    | 99  | 12  | 14  | 12  | 15  | 10  | 11  | 15  | 15  | 14  | 13   | 13  | 13  | 14  | 13   | 16  | 11  | 11  | 11  | 14  | 15  | 9   | Ret | 13    |
| 10     | Haas-Ferrari          | 9   | Ret | 17  | 19  | 19  | 17  | 14  | 20  | 18  | 19  | 17   | Ret | 17  | Ret | Ret  | 18  | 20  | 17  | 18  | 17  | 18  | Ret | NL  | 0     |
| 10     | Haas-Ferrari          | 47  | 16  | 16  | 17  | 18  | 18  | 13  | 19  | 16  | 18  | 18   | 12  | 16  | 18  | 15   | Ret | 19  | 16  | Ret | 18  | 16  | Ret | 14  | 0     |
| Pos.   | Construtor            | N.º | BAR | EMI | POR | ESP | MON | AZE | FRA | EST | AUT | GBR  | HUN | BEL | PBS | ITA  | RUS | TUR | EUA | CMX | SAO | CAT | ARA | ABU | Ptos. |

| Cor       | Ouro                 | Prata           | Bronze                | Verde                | Azul                 | Púrpura          | Vermelho             |
| Resultado | Vencedor             | 2.º lugar       | 3.º lugar             | Terminou, nos pontos | Terminou, sem pontos | Retirou-se (Ret) | Não qualificado (NQ) |
|           |                      |                 |                       |                      |                      |                  |                      |
| Cor       | Preto                | Branco          | Branco                | Azul claro           | Sem cor              | Sem cor          | Sem cor              |
| Resultado | Desqualificado (DSQ) | Não largou (NL) | Corrida cancelada (C) | Apenas treino (AT)   | Não participou (NP)  | Lesionado (Les)  | Excluído (EX)        |

Negrito – Pole position

Itálico – Volta mais rápida

† – Classificado por ter completado mais de 90% da prova

²/³ – Resultado da qualificação de sprint

## Controvérsias

### Últimas voltas do Grande Prêmio de Abu Dhabi
O diretor de corrida Michael Masi esteve envolvido em uma polêmica relacionada ao procedimento do safety car durante as voltas finais do Grande Prêmio de Abu Dhabi. A corrida, que marcou a decisão do campeonato, iniciou com um empate entre Lewis Hamilton (Mercedes) e Max Verstappen (Red Bull Racing-Honda) no campeonato mundial, e teve um acidente envolvendo o piloto Nicholas Latifi (Williams-Mercedes) na volta 53, o que provocou a entrada do safety car na pista enquanto Hamilton liderava e Verstappen estava na segunda colocação. Na volta 57, Masi permitiu que apenas os cinco carros retardatários entre Hamilton e Verstappen recuperassem a volta perdida antes do reinício da corrida, fazendo com que não houvesse carros entre os dois pilotos e com uma diferença muito pequena entre eles. O safety car não completou a volta adicional obrigatória, e a prova foi retomada na mesma volta, que era a última da corrida. Verstappen, com pneus novos, ultrapassou Hamilton na curva 5, vencendo a corrida e conquistando o título mundial. A decisão de Masi foi criticada por divergir do regulamento padrão, que exigia que todos os carros retardatários recuperassem a volta antes do reinício e que o safety car entrasse nos boxes apenas na volta seguinte.
A Mercedes protestou o resultado, alegando que Masi violou o procedimento do safety car ao permitir apenas alguns carros recuperarem a volta e ao reiniciar a corrida prematuramente. A equipe argumentou que, seguindo o Artigo 48.12 do regulamento, todos os carros retardatários deveriam ter sido liberados, e o safety car deveria ter permanecido por mais uma volta. Se essas regras tivessem sido seguidas, Hamilton teria vencido a corrida e o campeonato. A Red Bull rebateu, afirmando que o Artigo 15.3 dava ao diretor de corrida autoridade para modificar procedimentos de segurança. Os comissários rejeitaram o protesto, citando o poder discricionário de Masi, mas a Mercedes ameaçou recorrer à Corte Internacional de Apelações da Federação Internacional de Automobilismo (FIA) antes de desistir, após a promessa da FIA de uma revisão das regras.
A polêmica gerou reações intensas. Pilotos como George Russell (Williams-Mercedes) e Lando Norris (McLaren-Mercedes) criticaram a decisão, enquanto Christian Horner (Red Bull-Honda) defendeu Masi, atribuindo a derrota de Hamilton a erros estratégicos da Mercedes. A FIA reconheceu falhas e promoveu mudanças, incluindo a substituição de Masi e a proibição de comunicações diretas entre equipes e o diretor de corrida. Em março de 2022, a FIA publicou um relatório afirmando que o resultado do campeonato era "válido e final", mas admitiu ambiguidades no regulamento que precisavam ser esclarecidas. A controvérsia levantou debates sobre justiça esportiva e a influência do espetáculo nas decisões da F1.

## Transmissão

### Brasil
A Rede Bandeirantes retomou as transmissões da Fórmula 1 em 2021 no Brasil, após ter transmitido pela última vez em 1980, oferecendo uma cobertura abrangente e multiplataforma. As corridas foram transmitidas ao vivo na Band TV, no aplicativo Bandplay, no site "band.com.br" e nas rádios BandNews FM e Rádio Bandeirantes. A equipe principal de transmissão incluiu o narrador Sérgio Maurício, os comentaristas Reginaldo Leme, Felipe Giaffone e Max Wilson, e a repórter Mariana Becker. A emissora passou a dedicar um tempo maior de transmissão para as corridas, iniciando geralmente uma hora antes da largada e finalizando apenas após a cerimônia de pódio, além de realizar a transmissão de toda a programação dos campeonatos de Fórmula 2 e Fórmula 3 no canal por assinatura BandSports.
Além disso, a partir da temporada de 2021, a Liberty Media passou a disponibilizar no Brasil o F1 TV Pro, serviço de streaming e on demand da Fórmula 1, que conta com a transmissão ao vivo das corridas e sessões de classificação e treinos livres, com narração em português, bem como arquivo de corridas de outras temporadas e conteúdos relacionados com a categoria.

### Portugal
A temporada de 2021 foi a última em que a Eleven Sports foi a emissora oficial da Fórmula 1 em Portugal, oferecendo uma cobertura abrangente que incluía todas as sessões de treinos, qualificações e corridas ao vivo, além de repetições e conteúdos adicionais. A emissora também transmitiu as categorias de base, como Fórmula 2, Fórmula 3 e Porsche Supercup, com o objetivo de atrair novos públicos para o automobilismo. Para atender aos fãs portugueses, a Eleven lançou o canal Eleven Sports 3, dedicado exclusivamente ao desporto motorizado, garantindo uma grande programação durante os fins de semana de corrida. A produção local contou com uma equipe de comentaristas e analistas especializados, elevando o padrão das transmissões no país.